# Guerra tebano-spartana
La guerra tebano-spartana del 378–362 a.C. fu un pluriennale conflitto tra le poleis di Sparta e Tebe, e le relative reti di alleanze, per l'egemonia sull'Antica Grecia.
Sparta era uscita vittoriosa dalla lunga Guerra del Peloponneso (431–404 a.C.) contro la sua antica rivale, Atene, e aveva ormai assunto una posizione egemonica sulla Grecia continentale tanto quanto sull'intero bacino culturale greco. Tuttavia, il violento interventismo degli Spartani, nella madrepatria greca tanto quanto nelle colonie, specialmente in Asia Minore, contrariò le poleis già alleatesi ai Lacedemoni contro Atene: anzitutto proprio Tebe e poi Corinto. La conseguente guerra di Corinto (395–387 a.C.) si concluse con una difficile vittoria spartana ma sortì l'effetto di far sciogliere la Lega beota guidata da Tebe.
Nel 378 a.C., sotto la guida dei capi-ribelli Epaminonda e Pelopida, Tebe insorse contro Sparta, espellendo la guarnigione lacedemone dall'acropoli cittadina, la Cadmea, e respingendo poi con successo le controffensive spartane nella guerra beotica (378–371 a.C.), supportata da Atene che nel frattempo riaffermava il suo predominio marittimo, sino al trionfo nella battaglia di Leuttra del 371 a.C. che stroncò il mito dell'invincibilità lacedemone e pose fine all'egemonia spartana dando inizio all'egemonia tebana (370–362 a.C.). Dopo Leuttra, la guerra continuò nel Peloponneso, dove Sparta lottava per la sopravvivenza costringendo Tebe a mettere costantemente in discussione la sua egemonia con un prolungarsi di conflitti nei quali vennero trascinate le altre città-stato, anzitutto Atene, preoccupate dal crescente potere tebano. La battaglia di Mantinea (362 a.C.) si chiuse con una nuova vittoria per Tebe ma Epaminonda vi fu ucciso. Il conflitto e l'egemonia tebana si conclusero poco dopo con un trattato di pace generale firmato da tutti i belligeranti, tranne Sparta, che era però ormai isolata e definitivamente indebolita.

## Esegesi delle fonti

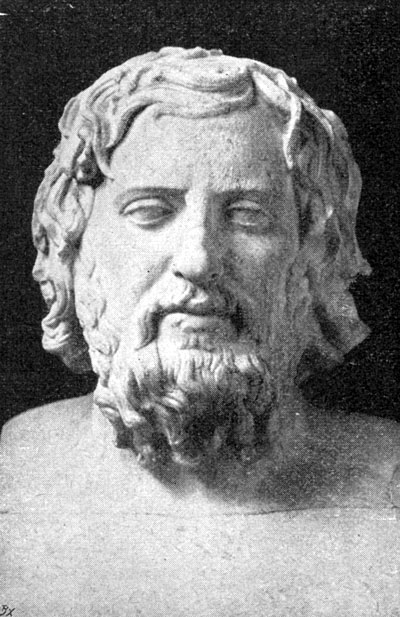
Busto di Senofonte (Bibliotheca Alexandrina).

Come Tucidide per la Guerra del Peloponneso (431–404 a.C.), è Senofonte (430/425–355 a.C.), degli autori a noi accessibili che ne parlano, l'unico ad aver assistito direttamente ai fatti del lungo conflitto tebano-spartano. Gli altri celebri autori greci che costituiscono le fonti per lo studio di questa guerra, infatti, vissero e scrissero secoli dopo i fatti: Polibio (c. 200–118 a.C.), il più vicino cronologicamente, mise mano alle sue Storie (grc. Ἱστορίαι) quasi due secoli dopo e comunque trattano del tema in modalità che possiamo definire solo incidentale e non certo puntuale; Diodoro Siculo (90–27 a.C.), autore della monumentale storia universale nota come Biblioteca storica (grc. Βιβλιοθήκη Ἱστορική), nacque circa tre secoli e mezzo dopo la fine del conflitto; Plutarco (46–125/127 d.C.), autore di una biografia dei due condottieri tebani protagonisti della guerra, Epaminonda (418–362 a.C.) e Pelopida (420–364 a.C.), all'interno delle sue celebri Vite parallele (grc. Βίοι Παράλληλοι), nacque più di quattro secoli dopo la fine delle ostilità. L'autore latino Cornelio Nepote (100–32 a.C.), cui dobbiamo un'altra biografia di Epaminonda e Pelopida oltre che una del re spartano Agesilao II (r. 400–360 a.C.) entro il novero delle sue De viris illustribus, edito nel 40 a.C., è praticamente contemporaneo di Diodoro Siculo.
Militare e scrittore poligrafo di cui ci sono pervenute tutte le opere complete, ateniese di nascita ma spartano d'adozione, alunno e cronista di Socrate, Senofonte è certamente una delle fonti maggiori per la conoscenza dei suoi tempi. Ciò premesso, in ragione dei suoi forti sentimenti anti-tebani e pro-spartani, nonché dei suoi rapporti stretti e diretti con uno degli attori lacedemoni più coinvolti nella guerra in oggetto, niente meno che re Agesilao II, le Elleniche (grc. Ἑλληνικά) di Senofonte, ideale prosieguo della Guerra del Peloponneso (grc. Περὶ τοῦ Πελοποννησίου πoλέμου) di Tucidide, non sono sempre ritenute una fonte attendibile dagli storici: a titolo di esempio, Senofonte minimizza nel suo resoconto la vittoria navale ateniese a Nasso nel 376 a.C., tanto quanto tace del tutto la vittoria campale tebana di Tegira nel 375 a.C., in realtà evento di portata epocale per la sua eco militare; ecc.
Per un corretto studio del conflitto tebano-spartano è quindi fondamentale il raffronto tra l'opera di Senofonte e quella degli autori di molto posteriori ma di certo più imparziali, anzitutto i predetti Diodoro Siculo e Plutarco che, oltretutto, citano spesso le fonti, integrative rispetto a Senofonte, di cui si avvalsero per la ricostruzione degli eventi: per esempio le Elleniche di Cratippo di Atene († IV secolo a.C.), le Elleniche di Teopompo († 320 a.C.) e le Storie di Eforo di Cuma (400–330 a.C.), due autori che studiarono insieme retorica dall'ateniese Isocrate (436–338 a.C.), contemporaneo e compaesano di Senofonte, e le Elleniche di Callistene (c. 360–328 a.C.), solo per citarne alcune. Si tratta di riferimenti quanto più preziosi per gli storici perché fonti per noi oggi inarrivabili. La maggior imparzialità e completezza della narrazione di Diodoro Siculo rispetto a quella di Senofonte è stata provata, al principio del XX secolo, dalla sua attinenza a quanto riportato nelle frammentarie "Elleniche di Ossirinco", secondo i più un esemplare mutilo delle Elleniche di Cratippo o di quelle di Teopompo.

## Casus belli: l'oligarchia tebana (382–379 a.C.)

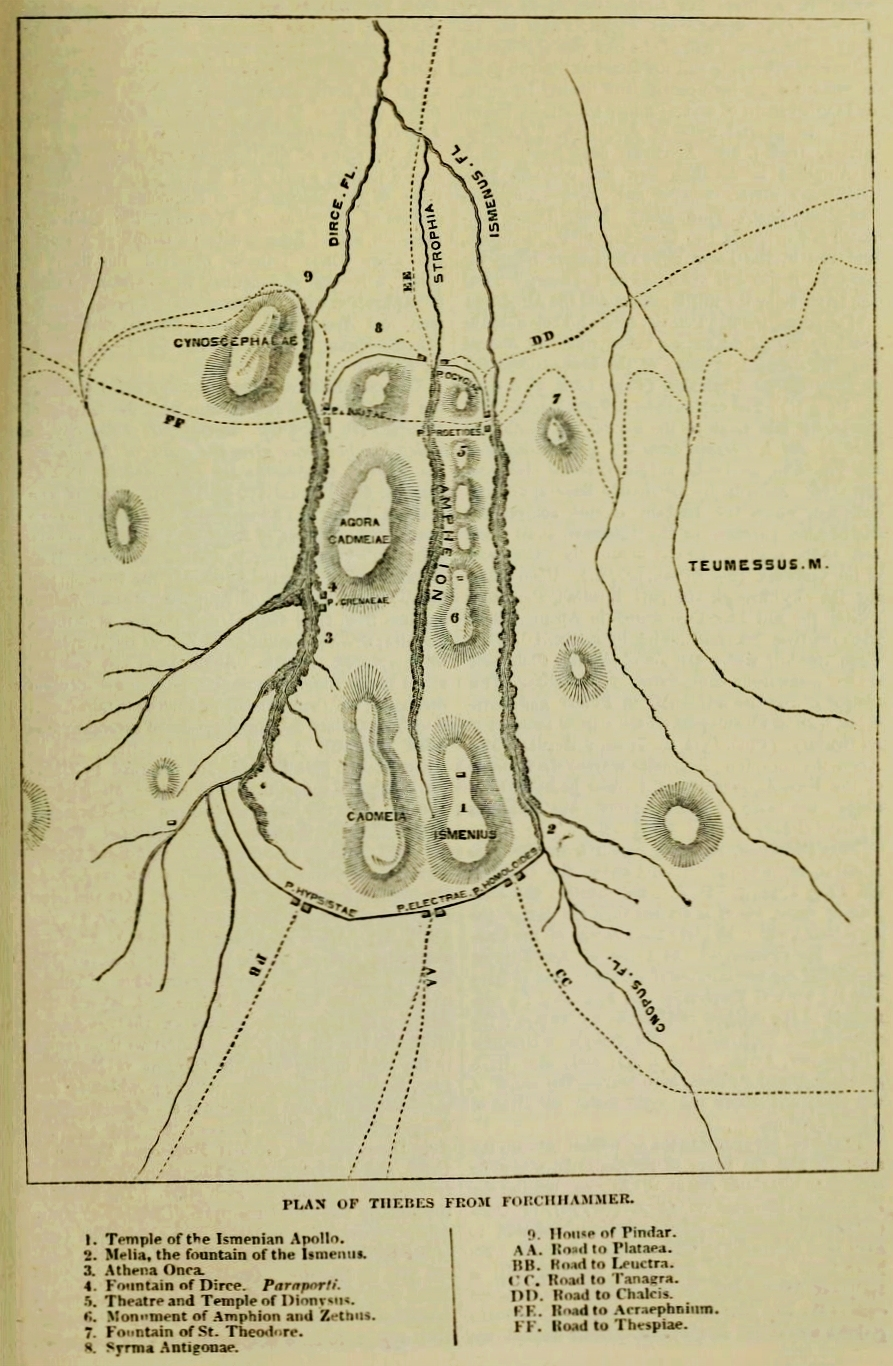
Mappa dell'antica Tebe. In basso, la Cadmea.

La sconfitta delle forze filo-ateniesi e il trionfo di Sparta nella guerra di Corinto (394–386 a.C.) ebbero effetti particolarmente nefasti per la potente polis beotica di Tebe, poiché l'accordo generale del 387 a.C., chiamato Pace di Antalcida o "Pace del Re" per il ruolo giocato nei negoziati dal Re dei Re di Persia, stabilì la completa autonomia di tutte le città greche e la privò sul controllo delle altre poleis della Beozia.
Il potere di Tebe fu ulteriormente limitato nel 382 a.C., quando un esercito spartano guidato da Febida occupò l'acropoli (cittadella) tebana, la Cadmea, con un abile colpo di mano. Conquistata la rocca, gli Spartani, aiutati dei loro sostenitori aristocratici tebani, uccisero il leader democratico cittadino, Ismenia, e costrinsero i suoi alleati a fuggire dalla città con centinaia di loro sostenitori. Pelopida e altri importanti democratici tebani abbandonarono pertanto la patria ripiegando su Atene, mentre a Tebe restava, del loro partito, solo Epaminonda, intimo amico di Pelopida dai nemici ritenuto inoffensivo.
L'operato di Febida, in aperta violazione della Pace di Antalcida, fu criticato e multato dagli Efori, i magistrati più importanti di Sparta, ma non dal re spartano Agesilao II, cosa che ha portato alcuni storici moderni a credere che l'operato del generale seguisse in realtà un preciso piano del suo sovrano.
Il leader tebano oligarchico/filo-spartano, Leonziade, inviò degli assassini ad Atene per debellare i compatrioti. I sicari eliminarono il leader esule Androclida ma Pelopida scampò e li debellò, prendendo il comando della cospirazione per la liberazione della patria. Nel frattempo, a Tebe, Epaminonda addestrava in segreto alla guerra i suoi giovani concittadini.

## Gli opposti schieramenti
Nel IV secolo a.C., gli eserciti delle poleis, le città-stato dell'antica Grecia, erano ancora primariamente composti da truppe di fanteria pesante, gli opliti (in greco antico: ὁπλίτης?, hoplìtēs), i cittadini-soldati armati di lancia (in greco antico: δόρυ?, dòry) e scudo (in greco antico: ὅπλον?, hòplon). La pluri-decennale Guerra del Peloponneso (431–404 a.C.) aveva però portato grandi evoluzioni nell'arte della guerra ellenica che, nella sua fase arcaica, aveva giocato tutto su di un rapido e brutale scontro tra opliti per risolvere rapidamente una contesa, era in declino. La guerra in Grecia comprendeva ora anche battaglie navali e dispiego di truppe di fanteria di marina, grandi assedi ed impiego di apposite armi d'assedio (in greco antico: μηχᾰναι?, mechanai), tattiche mordi e fuggi basate su fanteria leggera di schermagliatori (es. peltasti) e forze di cavalleria, oltre all'applicazione di strategie di logoramento ben più consistenti e concrete delle normali devastazioni che stavano alla base della guerra oplitica arcaica.

### Sparta
Affermatasi quale polis dominante nel Peloponneso già prima del ruolo cardine giocato nella Seconda guerra persiana (480–479 a.C.), Sparta vantava una preminenza militare indiscussa sulla Grecia che la sua vittoria nel lungo conflitto peloponnesiaco contro Atene aveva cementato.

Il nerbo dell'esercito spartano era costituito dagli opliti e, nella fattispecie, gli Spartani consideravano sé stessi gli unici veri opliti. I loro bambini venivano educati alla guerra e all'uso delle armi da una apposita struttura voluta dal semi-mitico legislatore Licurgo (IX-VIII secolo a.C.), la agoghé. Gli Spartani vivevano solo per la guerra e la politica, i lavori umili erano affidati agli iloti, la popolazione pre-dorica della regione ridotta dagli spartiati ad uno stato di semi-schiavitù. Contrariamente ad altre poleis, i cittadini liberi di Sparta prestarono servizio come opliti per tutta la vita, addestrandosi ed esercitandosi in tempo di pace, il che diede a Sparta un esercito permanente e professionale. Spesso piccolo, contando circa 6000 soldati nel suo momento di massimo splendore (non più di 1000 nel momento di minimo) diviso in sei mora (in greco antico: μόρα?, mòra), praticamente delle chiliarchie da due lochoi (battaglioni) l'una, l'esercito spartano era temuto per la sua disciplina e ferocia. Il servizio militare era il dovere principale degli uomini spartani e la società spartana era organizzata attorno al suo esercito. Il servizio militare per gli opliti lacedemoni durava almeno fino all'età di 40 anni, talvolta fino ai 60 e oltre, a seconda dell'abilità fisica dell'uomo di combattere sul campo di battaglia.

Sfortunatamente, il numero degli Spartiti seguitava a decrescere, anzitutto mietuto dalle guerre che la polis seguitava a combattere ma anche fiaccato da miopi politiche economiche. Una soluzione al problema seguì sostanzialmente due vie: anzitutto, l'arruolamento come opliti degli iloti, anzitutto della Laconia, cui si promettevano l'affrancamento e l'assegnazione di terre coltivabili al termine del servizio; in seconda battuta, l'arruolamento di opliti mercenari.
Durante i rovesci della Guerra peloponnesiaca, Sparta dovette organizzare una propria forza di cavalleria, da opporre a quella ateniese, con risultati inizialmente miserabili. La svolta si ebbe quando re Agesilao II, durante le sue campagne contro i Persiani in Asia Minore, cominciò a reclutare cavalleria mercenaria nelle poleis asiatiche che ebbe un felice battesimo del fuoco combattendo e vincendo la temibile cavalleria tessala, ritenuta la miglior cavalleria del mondo greco. La cavalleria lacedemone, al momento dello scontro con Tebe, era composta da circa 600 unità divise in 6 mora, in questo caso equivalenti a delle centurie. I dati relativi al numero di cavalieri mercenari variarono da battaglia a battaglia: es. durante le operazioni in Beozia del 378–377 a.C., Agesilao disponeva di 1500 cavalieri.
Del pari, sempre in seguito all'evoluzione importa dalla Guerra del Peloponneso al tradizionale modul bellandi ellenico, gli Spartani dovettero integrare nelle loro forze la fanteria leggera. Anzitutto gli arcieri, i toxotai, principalmente cretesi, e, al tempo di Agesilao II, asiatici. Un corpo particolare, affinato proprio durante il conflitto con Tebe, era quello degli Sciriti (in greco antico: Σκιρῖται?), coscritti dell'omonima regione montuoso dell'Arcadia, equipaggiati come hamippoi, fantaccini che correvano al fianco della cavalleria lacedemone per supportarla. La fanteria leggera di schermagliatori più in uso a Sparta come nel resto della Grecia era composta dai peltasti, quasi sempre di origine mercenaria/barbara, il cui impiego divenne massivo nella seconda fase del conflitto contro Tebe perché, dopo la sconfitta spartana a Leuttra, la Scirizia si emancipò dall'egemonia spartana.
Il corpo ufficiali era composto anzitutto dai re di Sparta, cui, salvo casi particolari, spettava il comando dell'esercito lacedemone ed alleato. Seguivano i polemarchi, uno per ogni mora di fanteria; gli armosti, uno per ogni presidio d'occupazione; i navarchi per il governo della marina militare; e gli hipparmostes al comando delle mora di cavalleria.

### Tebe
Abitata già in età elladica (III-II millennio a.C.), dal XVI secolo a.C. in contatto con la Creta minoica e poi potente centro miceneo (ca. 1200 a.C.), Tebe aveva sempre tentato di affermarsi quale polis dominante dell'agricola e latifondista Beozia anzitutto promuovendo e capitanando la confederazione di città-stato (originariamente poco più che borghi) nota come Lega beotica nel VII secolo a.C. Dopo un'iniziale rivalità con Orcomeno, i Tebani erano rapidamente entrati in un contrasto plurisecolare con Atene, padrona della limitrofa Attica, che li aveva spinti a militare al fianco dei Persiani nella battaglia di Platea (479 a.C.) il cui strascico fu la conquista di Tebe da parte dello spartano Pausania. Nel 457 a.C., Sparta, in cerca di una polis che ostacolasse Atene nella sua avanzata nella Grecia centrale, cambiò la sua politica e fece di Tebe la potenza egemone della Beozia: gli Ateniesi occuparono per un decennio (457–447 a.C.) la Cadmea ma ne furono scacciati dopo la sconfitta inferta loro da Sparta nella battaglia di Coronea e nel 431 a.C., per la fiera resistenza tebana, fallirono l'ennesimo tentativo di conquista della Beozia al principio della Guerra del Peloponneso.
Ormai saldamente a capo della Lega beotica e dominata da un'aristocrazia la cui vocazione guerriera, supportata anche dalla manodopera agricola indigena, migliorava costantemente, Tebe si guadagnò gli onori della cronaca quando, nella battaglia di Delio (424 a.C.), il suo stratego Pagonda (?–post 424 a.C.) sconfisse gli Ateniesi schierando i suoi opliti su una profondità di 25 ranghi contro gli 8-12 standard per garantirsi più spinta di penetrazione: Fu l'origine della cosiddetta "Falange obliqua" (in greco antico: λοξὴ φάλαγξ?, loxē phalanx) che sarebbe stata proficuamente sviluppata, presumibilmente da adeguate migliorie dell'armamento quali lance più lunghe e scudi sagomati (gli "scudi beotici") che ne permettessero il passaggio infra-ranghi, ed utilizzata dagli strategoi tebani successivi, su tutti il sopracitato Epaminonda. Altra innovazione tebana, secondo alcuni sempre dovuta all'inventiva di Epaminonda, seconda altri di Gorgida, fu il "Battaglione sacro" (in greco antico: ἱερὸς λόχος?, hieròs lóchos), anche "Battaglione della città" (ὁ ἐκ πόλεως λόχος), un corpo d'opliti d'élite acquartierato nella Cadmea, una volta riconquistata dagli Spartani come tra poco vedremo.
La Lega beotica era organizzata su distretti (9 originari, saliti a 11 dopo la conquista del territorio di Platea nel 373 a.C., di cui 4 occupati da Tebe) che cada uno eleggevano 60 buleuti per l'assemblea generale, fornivano all'armata beota 100 cavalieri e 1000 opliti e contribuivano proporzionalmente alle spese comuni. L'armata beota assommava così 10-12000 opliti divisi in lochoi di 300 uomini, due dei quali erano stanziati a Tebe: uno era il Battaglione sacro. Il corpo ufficiali, a carica elettiva, era composto da: il grammateus (cioè lo stato maggiore); i beotarchi al comando dei lochoi ed i polemarchi al comando delle taxis (equivalenti alle mora spartane).

## Guerra beotica (378–371 a.C.)

### La rivolta tebana (378 a.C.)

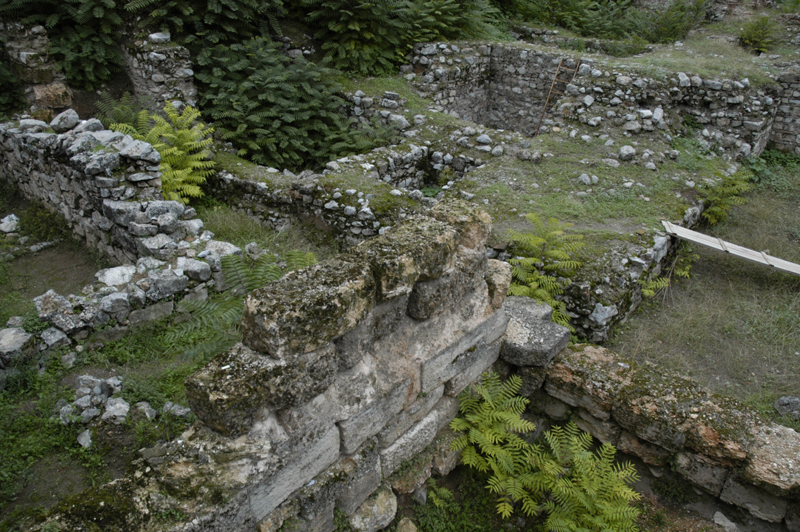
Rovine della Cadmea, l'acropoli di Tebe.

Nell'inverno del 379–378 a.C., un piccolo gruppo di esuli, guidato da Pelopida, rientrò a Tebe da Atene ed assassinò i capi del governo filo-spartano, mentre Epaminonda e Gorgida guidavano i loro miliziani a circondare la Cadmea per imprigionarvi la guarnigione lacedemone ora al comando di Lisanorida. Pelopida e i suoi riuscirono a uccidere Leonziade ed i suoi partigiani oligarchici. Il giorno seguente, Epaminonda e Gorgida portarono Pelopida e i suoi uomini davanti all'assemblea civica ed esortarono i Tebani a combattere per la loro libertà. Il popolo acclamò Pelopida e compagni come liberatori. Lisanorida inviò emorodromi a Platea e Tespie per ottenere rinforzi ma le truppe plateesi furono respinte dalla cavalleria tebana e la Cadmea assaltata. Lisanorida, allora, preferì arrendersi a condizione di potersi ritirare con i suoi e, per ironia della sorta (ed a riprova dello stretto margine di successo dei Tebani) incontrò una forza spartana in arrivo a Tebe per salvarlo lungo la strada di casa.
Secondo Plutarco, il colpo di stato tebano fu un evento d'immensa importanza:
(Plutarco, Vite parallele, Pelopida, XIII, 7)

### Controffensiva spartana (378–377 a.C.)

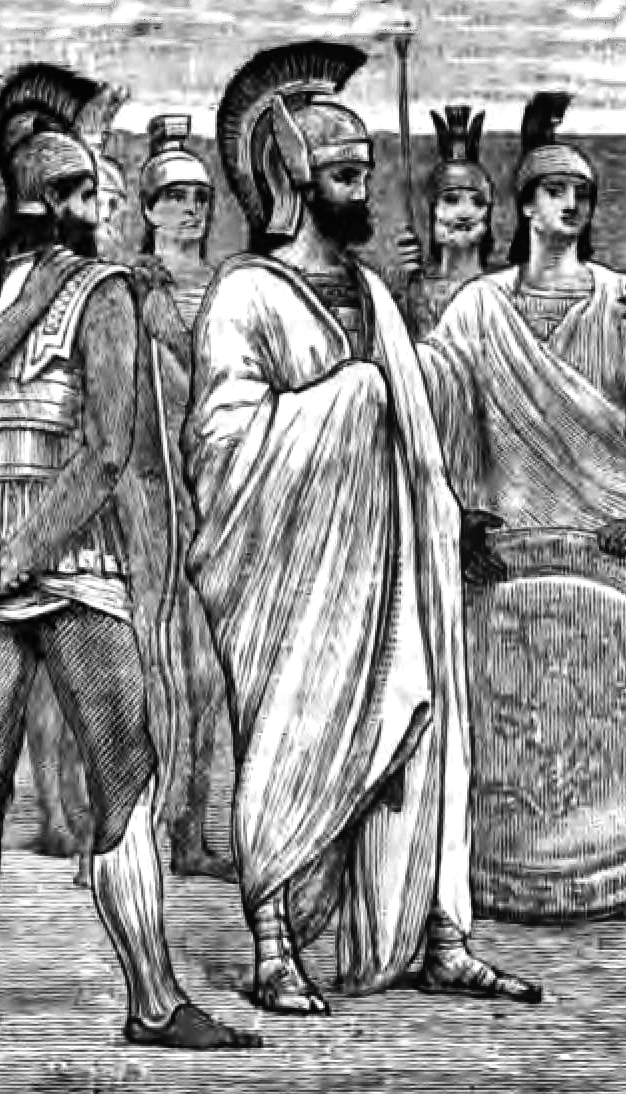
Il re di Sparta Agesilao II (r. 400–360 a.C.)

La risposta spartana fu quasi immediata. Dopo l'iniziale rifiuto dell'ormai quasi settantenne Agesilao II di guidare la spedizione punitiva, gli Efori incaricarono l'altro re, Cleombroto I (r. 380–371 a.C.), di marciare sulla Beozia coll'intero esercito lacedemone. Cleombroto rientrò però in patria con un nulla di fatto poiché il nemico rifiutò di affrontarlo e poche devastazioni si potevano apportare alle terre tebane durante l'inverno. Lasciato Sfodria a Tespie come armosta con un buon numero d'uomini e di denari, il re prese il cammino di casa salvo incappare in una tempesta che danneggiò l'esercito e fu letta dagli Efori come un infausto presagio che li indusse ad affidare le due spedizioni successive contro Tebe al vecchio e fortunato Agesilao.
La situazione fu a questo punto complicata da Sfodria che, invece di concentrarsi su Tebe, usò le truppe ed i fondi a sua disposizione per invadere l'Attica e lanciare un assalto al celebre porto del Pireo nel tentativo di conquistarlo. L'operato dell'armosta, secondo Senofonte e Plutarco provocato dai Tebani che l'avevano corrotto ma secondo Diodoro Siculo frutto di precise ordini di re Cleombroto, trascinò così Atene nel conflitto al fianco dei Tebani, in supporto ai quali fu inviata una forza di circa 200 cavalieri e 5000 fanti (tra opliti e peltasti) sotto il comando dello stratego Demea e del comandante mercenario Cabria (415–357 a.C.).
Nell'estate del 378 a.C., Agesilao II mosse contro Tebe partendo da Tespie con una forza di 1500 cavalieri e 28000 fanti, di cui 20000 opliti e un lochos di Sciriti. Le truppe spartane furono trattenute per diversi giorni dal nemico presso la palizzata eretta a difesa del territorio tebano (da Tespie a Tanagra, lungo la riva nord del fiume Asopo) ma ebbero ragione del blocco e penetrarono in Beozia, devastandone i campi. Sebbene gli Ateniesi si fossero in quel momento uniti alle forze tebane, erano ancora in inferiorità numerica rispetto agli Spartani: le loro forze combinate contavano solo 1700 cavalieri, 12000 opliti e circa 5000 fanti leggeri. Con la caduta delle palizzata, si ritrovarono di fronte a due scelte: ritirarsi entro le mura difendibili di Tebe oppure mantenere la posizione e affrontare gli Spartani allo scoperto. Scelsero la seconda opzione e schierarono le loro truppe lungo la cresta d'una bassa collina in pendenza, di fronte alle truppe spartane. Gorgida e il Battaglione sacro occupavano le prime file delle forze tebane sulla destra, mentre Cabria e una forza esperta di opliti mercenari occupavano le prime file delle forze ateniesi sulla sinistra. Per testare le linee tebano-ateniesi, Agesilao inviò degli schermagliatori che furono però facilmente sconfitti, probabilmente dalla cavalleria nemica. Il re di Sparta comandò quindi al suo esercito di avanzare, forse sperando di rompere i ranghi nemici con la paura della sua avanzata come gli era riuscito nella battaglia di Coronea (394 a.C.) contro gli Argivi. Cabria, per tutta risposta, quando il nemico era a 200 metri da lui ed Agesilao si aspettava che caricasse o fuggisse, comandò ai suoi uomini la resta, con la lancia rivolta verso l'alto e lo scudo appoggiato al ginocchio sinistro, subito imitato da Gorgida e dai suoi. L'audacia e la disciplina della manovra interdissero Agesilao che fermò l'avanzata e comprendendo la futilità delle sue provocazioni, volte a far scendere sul terreno pianeggiante il nemico per uno scontro alla pari, risolse di tornare a Tespie saccheggiando le terre nemiche lungo la strada. Sia Senofonte sia Diodoro Siculo riportano che Agesilao si vantò d'aver vinto lo scontro poiché il nemico aveva rifiutato il suo "onesto" invito a combattere, seppur Diodoro Siculo liquidi il tutto come una giustificazione del vecchio re volta a zittire i suoi detrattori, scoraggiati dall'esito inconcludente della battaglia. Cabria, al contrario, fu elogiato per il suo acume tattico e celebrato come un salvatore dai Tebani.
Rientrato a Tespie, Agesilao sciolse l'esercito e tornò nel Peloponneso passando per Megara, lasciando come armosta il predetto Fediba. Ritiratosi il grosso della sforza spartana, Gorgida avviò allora un'intensa attività di attacchi mordi e fuggi con i quali riuscì a spacciare 200 nemici presso Tespie, attaccata per due volte, senza però ottenere altri risultati. Febida rispose con varie incursioni nel territorio tebano con gli Spartani sotto il suo comando ed i coscritti tespiesi, provocando così tanta distruzione che, alla fine dell'estate, i Tebani uscirono in forze contro Tespie sotto il comando di Gorgida. Febida attaccò il nemico in avanzata con i suoi peltasti che, nonostante l'equipaggiamento leggero, costrinsero alla ritirata i Tebani. Febida, sperando in una disfatta, li inseguì da presso ma i tebani si volsero d'improvviso e attaccarono: Febida fu ucciso dalla cavalleria tebana mentre i suoi peltasti ruppero i ranghi e fuggirono a Tespie inseguiti dal nemico. Degli scontri tra Febida e Gorgida ci sono pervenute tre testimonianze: Senofonte, Diodoro Siculo e Polieno. Senofonte e Diodoro affermano che Febida morì a causa del dietro front di Gorgida. Diodoro Siculo riporta che Spartani e Tespiesi persero 500 uomini. Senofonte sostiene che solo pochi dei Tespiesi furono uccisi e che la manovra di Gorgida fu dovuta alla necessità e non una tattica voluta. Il racconto di Polieno (l'unico a menzionare espressamente il Battaglione sacro tra i partecipanti allo scontro, cosa comunque plausibile data la presenza di Gorgida) è quasi identico ma sostiene invece che Febida sopravvisse e che la ritirata iniziale dei Tebani fu uno stratagemma deliberato di Gorgida.
Avvisati della morte di Febida, gli Spartani inviarono via mare una nuova mora per sostituire le perdite nella guarnigione di Tespie. Non molto tempo dopo, Agesilao II organizzò una seconda spedizione contro Tebe. Dopo una serie di scaramucce, vinte con qualche difficoltà, fu costretto a ritirarsi nuovamente quando l'esercito tebano uscì in forze mentre si avvicinava alla polis nemica. I Tebani da allora in poi affrontarono gli Spartani con maggior sicurezza, dimentichi del reverenziale timore iniziale poiché «avevano i loro spiriti risvegliati e i loro corpi completamente abituati alle difficoltà, e acquisirono esperienza e coraggio dalle loro lotte costanti.» Gorgida scomparve però a questo punto della storia, tra il 377 e il 375, anno in cui il comando del Battaglione sacro passò al comando di Pelopida.

### Atene entra nel conflitto (376 a.C.)
Nel 376 a.C., visto che Agesilao era malato, Cleombroto tornò al comando dell'esercito inviato contro Tebe ma anche stavolta non ottenne risultati, venendo respinto dai beoti trinceratisi al passo Citerone. La sconfitta provocò gravi malcontenti ma l'assemblea degli alleati peloponnesiaci, tenutasi a Sparta in quell'anno, decise di proseguire la guerra per terra e per mare.
Dopo l'incidente provocato da Sfodria e con il ruolo attivo giocato da Cabria nel respingere Agesilao dall'attacco diretto su Tebe, i rapporti tra Sparta e Atene erano ormai deteriorati. Come prima reazione, Atene aveva fondato nel 377 a.C. la Seconda lega delio-attica a tutela della Pace del Re, ormai apertamente misconosciuta dai Lacedemoni, a cui avevano prontamente aderito Tebe e la maggior parte delle poleis beotiche, oltre ad alcune isole ioniche. Per prepararsi a partecipare attivamente alla contesa tebano-spartana, Atene riorganizzò le sue finanze e la sua tassazione. Nell'estate del 376 a.C., gli Spartani armarono allora una flotta di 60 triremi, comandata da Pollide, con l'incarico di tagliare i rifornimenti di grano di Atene e distrarla così da ulteriori interventi in Beozia. Gli Ateniesi affidarono allora a Cabria 80 triremi per ostacolare Pollide. Secondo Diodoro Siculo, Cabria scortò il convoglio di grano sano e salvo ad Atene, poi andò ad assediare Nasso ove fu raggiunto da Pollide che lo ingaggiò nella battaglia di Nasso, felicemente vinta dagli Ateniesi. La vittoria di Nasso permise ad Atene di continuare la guerra, potendo ancora contare sui suoi rifornimenti di grano, e al tempo stesso inflisse un colpo notevole alla già provata flotta spartana. Importante fu anche il suo impatto psicologico: Atene riconquistava il predominio sul mare dopo la disfatta nella Guerra del Peloponneso.

### Battaglia di Tegira (375 a.C.)

Mappa dell'antica Beozia.

Nel 375 a.C., avendo appreso che la guarnigione spartana di Orcomeno, tradizionale rivale di Tebe, era partita per la Locride, Pelopida mobilitò rapidamente il Battaglione sacro ed alcuni cavalieri per conquistare la polis nemica. Avanzò lungo la via nord-orientale, bordeggiando le acque del Copaide in piena per via della stagione, e giunto a destinazione apprese che una nuova mora era stata inviata da Sparta in soccorso. Non volendo impegnare il nemico, Pelopida si ritirò verso Tebe, ripercorrendo la via nord-orientale sulle sponde del Copaide, ma all'altezza del santuario di Apollo di Tegira fu raggiunto dalle forze spartane di ritorno dalla Locride.
Nella battaglia di Tegira, gli Spartani, forti di due mora, guidate rispettivamente dai polemarchi Gorgoleone e Teopompo, erano più numerosi dei Tebani in ratio 2:1. Nel resoconto di Plutarco, Pelopida ordinò alla sua cavalleria di avanzare dalle retrovie e caricare mentre lui schierava il Battaglione in una falange insolitamente densa per attraversare il fronte spartano, più numeroso ma più largo. Gli Spartani avanzarono, fiduciosi nel loro numero, ma i loro comandanti vennero uccisi negli scontri iniziali. Senza una guida e trovando degni avversari negli opliti del Battaglione sacro, i Lacedemoni aprirono le loro file, aspettandosi evidentemente che i Tebani ne approfittassero per disimpegnarsi e ritirarsi. Pelopida sfruttò invece l'errore tattico nemico per fiancheggiarlo, sconfiggendolo così con notevoli perdite di vite umane. Consapevole del contingente spartiate di stanza a Orcomeno, a meno di 5 km (3,1 mi) di distanza, Pelopida non commise l'errore d'inseguire i nemici in fuga: eresse un trofeo (grc. τρόπαιον, tropaion) con le armi prese ai caduti per celebrare la vittoria, come costume tra i Greci, e tornò a Tebe. Avendo dimostrato e compreso il valore del Battaglione sacro come unità tattica a sé, Pelopida seguitò ad impegnarlo come tale nelle battaglie successive.
Il resoconto della battaglia di Diodoro Siculo e Plutarco è basato sulla medesima fonte, Eforo di Cuma, mentre, come anticipato, Senofonte omette vistosamente ogni menzione della vittoria tebana nelle sue Elleniche eccezion fatta per un'allusione a Orcomeno. Il numero esatto dei belligeranti a Tegira varia a seconda dei resoconti: Diodoro stima 500 Tebani e 1000 Spartani (ogni mora era composta da 500 uomini), basandosi evidentemente sulle cifre originali di Eforo; Plutarco indica 300 Tebani e cita tre fonti divergenti per il numero degli Spartani e cioè 1000 secondo Eforo, 1400 secondo Callistene e addirittura 1800 secondo Polibio. Alcuni di questi numeri potrebbero essere stati esagerati a causa del significato complessivo della battaglia. Seppur in uno scontro di minore rilevanza, la vittoria tebana a Tegira fu infatti notevole perché per la prima volta una forza spartana fu sconfitta in una battaglia campale da un contingente meno numerose, dissipandone così il mito d'invincibilità e lasciando una profonda impressione in Grecia, oltre a sollevare il morale dei Beoti. Nelle parole di Plutarco:
(Plutarco, Vite parallele, Pelopida, XVII, 11-13)

### Ampliamento dei fronti e primi negoziati di pace (375–371 a.C.)
Nel 375 a.C., gli Ateniesi, secondo Senofonte allarmati dal crescente potere di Tebe e stanchi di respingere da soli le flotte spartane poiché i Beoti non contribuivano al mantenimento della flotta ateniese, promossero la Pace comune (grc. Κοινὴ Εἰρήνη, Koine Eirene ) tra le poleis, promossa nell'Attica dal predetto retore e filosofo Isocrate. Già nel 374 a.C. però, Atene e Sparta ripresero le ostilità per il controllo di Corcira (l'odierna Corfù): Timoteo guidò una flotta di 50-60 triremi verso l'isola, circumnavigando il Peloponneso, e al largo di Leucade affrontò e sconfisse una flotta spartana di pari forza al comando di Nicoloco nella battaglia di Alizia. La battaglia segnò la definitiva fine della marina militare lacedemone e la rinascita ufficiale della potenza navale ateniese. Durante questo periodo, anche Atene divenne gradualmente ostile a Tebe.
Mentre Atene e Sparta erano impegnate a combattersi tra loro, Tebe riprese le sue campagne contro le poleis filo-spartane della Beozia per riportare alla piena potenza la Lega beotica. Tespie e Tanagra furono sottomesse e integrate nella Lega beotica. Nel 373 a.C., il beotarca Neocle rase al suolo Platea i cui cittadini, ormai ridotti a profughi apolidi, cercarono rifugio ad Atene. Delle poleis beotiche filo-spartane, resisteva la sola Orcomeno e Tebe poté iniziare l'attacco alle poleis della Focide alleate di Sparta, ove però stanziava dal 374 a.C. re Cleombroto I, giuntovi attraverso il golfo di Corinto, che i tebani rifiutarono di sfidare in campo aperto. Fu in questo contesto che Pelopida guidò l'attacco alla città focese di Elatea (c. 372 a.C.) il cui stratego, Onomarco, evacuò la città di donne, vecchi e bambini, ne sprangò le porte e poi schierò i suoi soldati per affrontare i tebani mettendo tra loro e le mura la popolazione non combattente. Avendo compreso che i Focesi, con questa tattiaca, avrebbero forzatamente combattuto fino alla morte per proteggere i loro cari, Pelopida si ritirò.
Sebbene Sparta rimanesse la potenza terrestre dominante in Grecia, i Beoti andavano dimostrando d'essere una potenza militare e politica di tutto rispetto. È difficile ricostruire il ruolo di Epaminonda negli anni fino al 371 a.C. Certamente, prestò servizio negli eserciti tebani nella difesa della Beozia negli anni 370 a.C. e, nel 371 a.C., era diventato Beotarca. Sembra sicuro supporre, data la loro stretta amicizia e la loro stretta collaborazione dopo il 371 a.C., che Epaminonda e Pelopida collaborarono strettamente anche alla politica tebana nel periodo 378–371 a.C.
Nel 371 a.C. ci fu un altro tentativo di far rivivere la Pace del Re per frenare l'ascesa di Tebe. Fu avviato dagli Ateniesi o dai Persiani (forse su sollecitazione degli Spartani), mentre, nella Focide, Cleombroto minacciava la Beozia con l'esercito lacedemone. Epaminonda, come Beotarca, vi guidò la delegazione beotica. I termini furono concordati già al principio della conferenza e i Tebani presumibilmente firmarono anzitutto il trattato a nome della loro polis. Il giorno seguente, Epaminonda causò una drastica rottura con Sparta quando insistette nel firmare il trattato come Beotarca e quindi rappresentante della Lega beotica, non della sola Tebe. Agesilao II, supportato dagli Ateniesi, rifiutò di riconoscere quest'autorità al Tebano, asserendo che le città della Beozia avrebbero dovuto essere indipendenti. Epaminonda ribatté che se così fosse stato, avrebbero dovuto esserlo anche le città della Laconia al che un adirato Agesilao cancellò i Tebani dal documento. Epaminonda se ne tornò a Tebe ed entrambe le parti si mobilitarono per la guerra.

### Battaglia di Leuttra (371 a.C.)

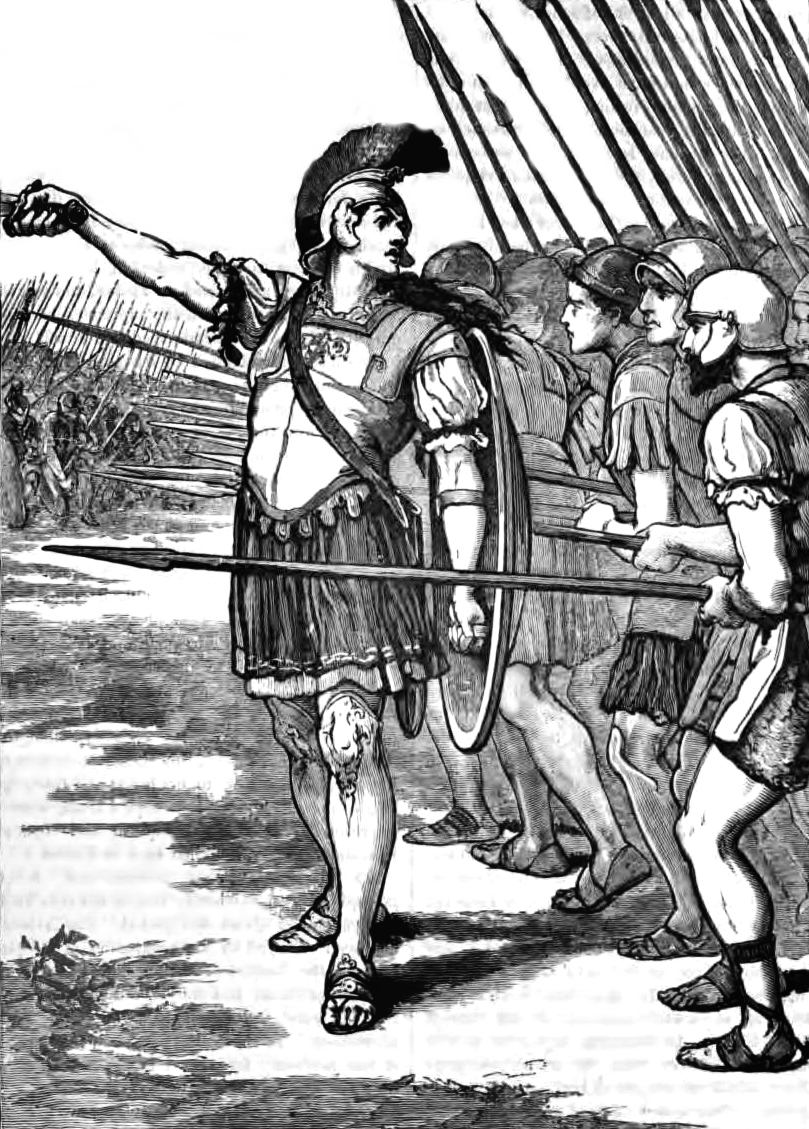
Pelopida guida i Tebani nella battaglia di Leuttra.

Falliti i colloqui di pace, gli Efori ordinarono a Cleombroto I di marciare dalla Focide sulla Beozia. Lasciando Epaminonda ad attenderlo in vano al passo di Coronea, Cleombroto entrò inaspettatamente in territorio nemico da nord e conquistò Creusi, ove catturò una dozzina di triremi nemiche. Poi, lungo la via per Tebe, s'accampò a Leuttra, nel territorio di Tespie, ove l'esercito beotico gli venne incontro. Cleombroto comandava 10 000 opliti, 700 dei quali erano Spartiati, oltre a schermagliatori e cavalieri. I Beoti schieravano 6000 opliti ma contavano su di una cavalleria superiore a quella nemica. Epaminonda comandava l'esercito beotico, con gli altri beotarchi come consiglieri, mentre Pelopida, ormai uno dei principali leader politici a Tebe, si confermava al comando del Battaglione sacro. Prima della battaglia, ci fu un lungo dibattito tra i beotarchi: sostenitore coerente di una politica aggressiva anti-spartana, Epaminonda desiderava combattere e, sostenuto da Pelopida, riuscì a far pendere il voto degli altri beotarchi a favore della battaglia.

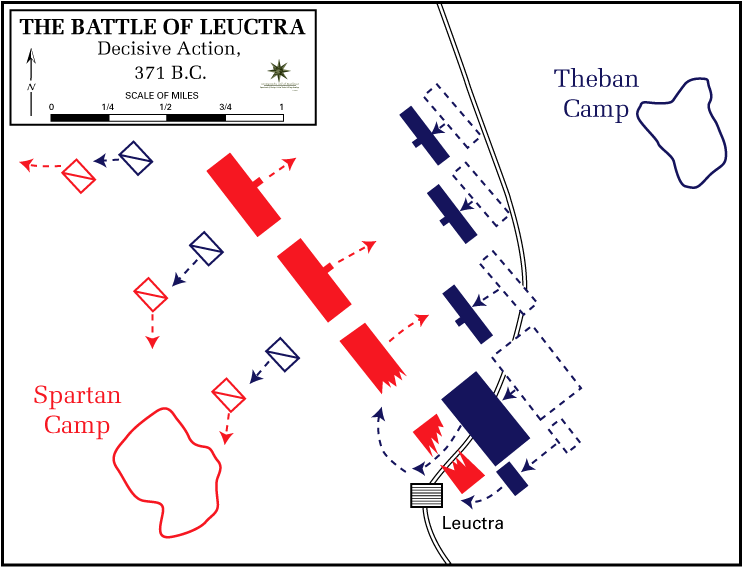
Schema tattico della battaglia di Leuttra del 371 a.C.: in rosso le forze peloponnesiache ed in blu quelle beotiche.

Nel corso della battaglia di Leuttra, Epaminonda diede prova di un genio tattica fino ad allora mai visto nella guerra greca. La falange utilizzata dagli eserciti greci aveva una spiccata tendenza a virare verso destra durante la battaglia, «perché la paura spinge ogni uomo a fare del suo meglio per proteggere il suo lato disarmato con lo scudo dell'uomo accanto a lui sulla destra.» Tradizionalmente, una falange si schierava quindi per la battaglia con le truppe d'élite sul fianco destro per contrastare questa tendenza.  Così, nella falange spartana a Leuttra, Cleombroto e gli Spartiati erano sulla destra, mentre gli alleati peloponnesiaci meno esperti erano sulla sinistra. Tuttavia, per contrastare la superiorità numerica degli Spartani, Epaminonda adottò due innovazioni tattiche. In primo luogo, prese le truppe migliori dell'esercito e le schierò in 50 ranghi (invece dei normali 8-12 ranghi) sull'ala sinistra, di fronte a Cleombroto e agli Spartani, con Pelopida e il Battaglione sacro sull'estremo fianco sinistro, riproponendo la "falange obliqua" di Pagonda. In secondo luogo, riconoscendo che non avrebbe potuto eguagliare l'ampiezza della falange nemica (anche prima di rinforzare il fianco sinistro), abbandonò ogni tentativo in tal senso, dispose le truppe più deboli sul fianco destro, «ordinò loro di evitare la battaglia e di ritirarsi gradualmente durante l'attacco nemico», inventando la tattica di "rifiutare il fianco".
La battaglia iniziò con uno scontro tra le cavallerie che arrise ai beoti. Addirittura, la cavalleria spartana, sconfitta, fu respinta contro la falange, scombinandola. A questo punto, le fanterie si scontrarono. Il fianco sinistro tebano, rafforzato, caricò, mentre il fianco destro si ritirava. Dopo intensi combattimenti, il fianco destro spartano cominciò a cedere sotto l'impeto della massa dei Tebani e Cleombroto fu ucciso insieme alla sua agema, tra cui militava Sfodria. Gli Spartiati riuscirono a recuperare il corpo del re ma la loro linea fu presto spezzata dalla forza dell'assalto nemico. I peloponnesiaci dell'ala sinistra, vedendo gli Spartani in fuga, abbandonarono in disordine il campo. Mille Peloponnesiaci furono uccisi, mentre i Beoti persero solo 300 uomini. La cosa più importante, poiché costituiva una parte significativa dell'intera forza lavoro spartana, fu che 400 dei 700 Spartiati presenti furono uccisi, una perdita che rappresentò una seria minaccia per le future capacità belliche di Sparta. Quando, come costume dopo la battaglia, gli Spartani chiesero di recuperare i morti dal campo, Epaminonda, sospettando una manovra per nascondere l'entità delle perdite nemiche, permise prima ai Peloponnesiaci e solo dopo agli Spartani di rimuovere i loro caduti, dimodoché fosse visibile a tutti la portata della vittoria tebana.
La vittoria di Leuttra scosse nel profondo le fondamenta dell'egemonia spartana sulla Grecia. Poiché il numero degli Spartiati era sempre stato relativamente esiguo, Sparta aveva fatto affidamento sui suoi alleati per schierare eserciti consistenti. Tuttavia, dopo la sconfitta di Leuttra, gli alleati del Peloponneso furono meno propensi a sottomettersi alle richieste spartane. Inoltre, con la perdita di uomini a Leuttra e in altre battaglie, gli Spartani non erano in una posizione di forza per riaffermare il loro dominio sui loro ex alleati.

## Egemonia tebana (370–362 a.C.)
Subito dopo la vittoria di Leuttra, i Tebani pensarono di dare seguito alla vittoria vendicandosi di Sparta ed invitarono Atene ad unirsi a loro contro il comune nemico. Vennero dissuasi dal proposito dal tiranno Giasone di Fere († 370 a.C.), riuscito barcamenandosi nei conflitti tra le potenti poleis greche a farsi despota d'Epiro e Tessaglia e che preferì ora limitare l'imminente egemonia tebana. Invece, Epaminonda si occupò di rafforzare la Lega beotica, principiando con la sottomissione di Orcomeno, l'ultima polis beotica rimasta fedele ai Lacedemoni.

### Prima invasione del Peloponneso (370 a.C.)

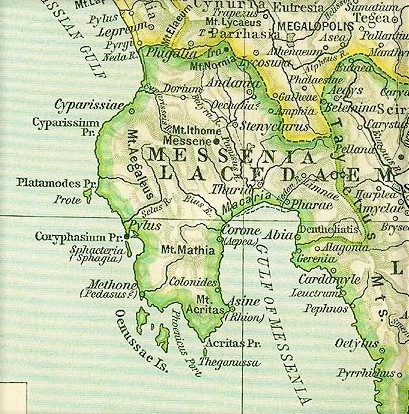
La Messenia nel periodo classico.

Quando, subito dopo la battaglia di Leuttra, i Tebani inviarono un emorodromo ad Atene ad annunciare la loro vittoria, fu accolto con un gelido silenzio. Gli Ateniesi decisero comunque di trarre vantaggio dalla sconfitta spartana, prendendo però l'iniziativa con una conferenza di pace ad Atene in cui i termini proposti nel 371 a.C. furono ratificati da tutte le polis tranne Elide. Questa volta, il trattato rese esplicitamente indipendenti le città del Peloponneso, precedentemente sotto il dominio spartano. Approfittando di ciò, i Mantineesi decisero di unificare i loro insediamenti in un'unica città e di fortificarla; una decisione che fece molto arrabbiare Agesilao e, presumibilmente, l'entourage del nuovo re agiade Cleomene II (r. 370–309), giovanissimo figlio del defunto Cleombroto. Inoltre, Tegea, sostenuta da Mantinea, promosse la formazione di un'alleanza con l'Arcadia. Ciò spinse gli Spartani a dichiarare guerra a Mantinea, dopodiché la maggior parte delle città dell'Arcadia si unì per opporsi agli Spartani (formando così la confederazione che gli Spartani stavano cercando di impedire) e, respinti dagli Ateniesi, si rivolsero per aiuto ai Tebani, ben contenti di spezzare definitivamente il potere spartano.
La forza tebana arrivò alla fine del 370 a.C., guidata da Epaminonda e Pelopida, entrambi beotarchi. Durante il loro viaggio in Arcadia, i Tebani furono raggiunti da contingenti armati provenienti da molti degli ex-alleati di Sparta, aumentando le loro forze fino a circa 50-70 000 uomini. In Arcadia, Epaminonda incoraggiò le piccole poleis locali (Alea, Cineta, Mantinea, ecc.) a fondare la Lega arcadica (in greco antico: Κοινὸν τῶν ʼΑρκάδων?, Koinon ton Arkadon) e a costruire la nuova città di Megalopoli come centro di potere opposto a Sparta. Dopodiché, sostenuto da Pelopida e dagli Arcadi, Epaminonda convinse gli altri beotarchi ad invadere la Laconia. Spostatisi a sud, i beoto-arcadi attraversarono l'Eurota, il confine di Sparta che nessun esercito nemico aveva mai violato a memoria d'uomo. Gli Spartani, non volendo impegnare in battaglia l'imponente esercito, si limitarono a trincerarsi in città. I Tebani e i loro alleati non attaccarono Sparta, concentrandosi sulla devastazione della Laconia fino al porto di Giteo e sulla liberazione di alcuni dei perieci. Epaminonda tornò brevemente in Arcadia, prima di marciare nuovamente verso sud, questa volta verso la Messenia, una regione che gli Spartani avevano conquistato 200 anni prima (v.si Guerre messeniche). Epaminonda liberò gli iloti della Messenia e ricostruì l'antica città di Messene sul monte Itome, con fortificazioni tra le più forti della Grecia di allora. Poi lanciò un appello agli esuli messeni in tutta la Grecia affinché ritornassero e ricostruissero la loro patria. La perdita della Messenia fu particolarmente dannosa per Sparta, poiché cubava un terzo del loro territorio ed ospitava metà degli Iloti, la popolazione che, come anticipato, gli Spartiati mantenevano in semi-schiavitù e sfruttando la quale potevano dedicarsi a tempo pieno alla pratica militare disdegnando il lavoro. Fatto questo, Epaminonda condusse il suo esercito a casa, vittorioso.
Entro la fine dell'anno, gli sforzi diplomatici dei Tebani avevano creato una rete d'alleanze in Grecia centrale che si estese all'Etolia, Acarnania, Eniania, Locride, Focide, Malide ed Eubea. Sparta, per parte sua, varò un massiccio arruolamento di iloti nel suo esercito per compensare le perdite subite. Nonostante la recente ricostituzione di una Messenia indipendente, circa 6000 iloti, quasi certamente della Laconia, si arruolarono allora al fianco degli Spartiati.

#### Il processo ad Epaminonda
Per realizzare tutti i suoi piani nel Peloponneso, Epaminonda aveva convinto i suoi colleghi beotarchi a restare sul campo per diversi mesi dopo la scadenza del loro mandato. Al suo ritorno in patria, il condottiero non fu pertanto accolto come un eroe ma con un processo organizzato dai suoi nemici politici. Secondo Cornelio Nepote, Epaminonda, nella sua difesa, chiese semplicemente che, se fosse stato giustiziato, il verdetto fosse:
(Cornelio Nepote, Epaminonda, VIII, 3-5)
La giuria scoppiò a ridere, le accuse furono ritirate ed Epaminonda fu rieletto Beotarca per l'anno successivo.

### Seconda invasione del Peloponneso (369 a.C.)
Nel 369 a.C., la Lega arcadica, smaniosa di continuare la guerra contro Sparta, richiamò i Tebani nel Peloponneso. Epaminonda, all'apice del suo prestigio, comandò la forza d'invasione alleata ma, giunto all'istmo di Corinto, lo trovò sorvegliato da una forza panellenica che comprendeva Spartani, Ateniesi, Corinzi, Megaresi e Pelleni. Epaminonda decise di attaccare il punto più debole dello schieramento, custodito dai Lacedemoni: li attaccò all'alba, attraversò le loro posizioni e poté riunirsi agli Arcadi nel Peloponneso. Diodoro Siculo sottolinea che questa fu «un'impresa non inferiore alle sue precedenti grandi imprese.» Tuttavia, il resto della spedizione ottenne scarsi risultati: Sicione, sul golfo di Corinto, si alleò con i beoti, mentre Pellene, in Laconia, fu conquistata e saccheggiata dagli Arcadi, entrando a forza nella Lega; le poleis di Trezene ed Epidauro furono attaccate ma non se ne ebbe ragione ed Epaminonda dovette contentarsi di devastarne le campagne. Dopo un fallito attacco a Corinto, città sorvegliata da un imponente sistema difensivo che già aveva bloccato gli Spartani durante il precedente conflitto corinzio, e l'arrivo di un grosso contingente mercenario di iberi/celtiberi inviati in aiuto di Sparta dal tiranno di Siracusa, Dionisio I (r. 405–367 a.C.), allora impegnato nella Seconda guerra greco-punica (410–340 a.C.) ma in buoni rapporti con i Lacedemoni dai tempi dell'Assedio di Mozia (398–397 a.C.), i Tebani decisero di tornare a casa.
La campagna tebana del biennio 370–369 a.C. è interpretata dagli storici militari come un esempio di «grande strategia dell'approccio indiretto» mirante a recidere «le radici economiche della sua [di Sparta] supremazia militare.» In pochi mesi, nel 370 a.C., Epaminonda aveva creato due stati cuscinetto che si opponevano a Sparta, scosso le fondamenta dell'economia lacedemone e nettamente ridimensionato il prestigio della polis nemica. Non è chiaro esattamente quando i Tebani iniziarono a pensare non solo di porre fine all'egemonia spartana bensì di sostituirla con una propria ma è indubbio che alla fine questo divenne il loro obiettivo. Secondo gli storici Beck e Hornblower, a differenza di Sparta nella Lega del Peloponneso e di Atene nella prima Lega delio-attica, Tebe non fece però alcuno sforzo per creare un impero o per legare i suoi alleati in un'organizzazione permanente e stabile, promuovendo un sistema federale rappresentativo che creò il caos politico nella Grecia centrale.
Quali che potessero essere i piani tebani sul medio-lungo termine, furono certo vanificati dall'ascesa dello stratego Licomede di Arcadia († 366 a.C.) che trasformò la Lega arcadica da alleata di Tebe ad una terza forza nel conflitto, svincolata dai vecchi dominatori spartani quanto dai nuovi dominatori.

### Intermezzo (368 a.C.): Tessaglia ed Arcadia
Quando Epaminonda tornò a Tebe, fu nuovamente perseguitato dai suoi avversari politici e processato: i piani dei suoi detrattori ottennero questa volta risultati, perché Epaminonda, per la prima ed ultima volta dopo Leuttra, non fu eletto beotarca per l'anno 368 a.C. Quell'anno, l'esercito beota marciò in Tessaglia per salvare Pelopida e Ismenia, imprigionati da Alessandro di Fere (r. 369–358 a.C.), nipote ed erede di Giasone, mentre erano presso di lui come ambasciatori. Le truppe tebane non solo non riuscirono a sconfiggere Alessandro e i suoi alleati ma si trovarono in gravi difficoltà quando tentarono di ritirarsi. Epaminonda, tra le loro file come soldato semplice, assunse allora il comando e salvò la situazione. L'anno dopo (367 a.C.), Epaminonda guidò una seconda spedizione tebana per liberare Pelopida e Ismenia: superò in astuzia i Tessali e liberò i due ambasciatori senza combattere.
In Grecia, nel frattempo, il principe spartano Archidamo, figlio di Agesilao, marciava contro gli Arcadi rinforzato dai mercenari di Dioniso I. Li incontrò al bivio tra Eutresia e Medea, vincendoli nella Battaglia senza lacrime: la falange spartana caricò il nemico che, dopo un rapido scambio di colpi, ruppe i ranghi e si diede alla fuga, inseguito dalla cavalleria spartana e dai mercenari siracusani che li massacrarono. Archidamo eresse un trofeo per celebrare la vittoria ed inviò un araldo a Sparta, per riferire al Re ed agli Efori della sfolgorante vittoria in cui non uno spartano era caduto. Nel generale contesto di crisi politico-emotiva in cui versava Sparta dopo la sconfitta di Leuttra, queste notizie furono accolte da commosso giubilo.

### Terza invasione del Peloponneso (367 a.C.)
Nella primavera del 367 a.C. Epaminonda invase nuovamente il Peloponneso. Questa volta, un esercito argivo conquistò parte dell'Istmo di Corinto su richiesta di Epaminonda, consentendo all'esercito tebano di entrare nel Peloponneso senza ostacoli. Il beotarca marciò allora sull'Acaia, cercando di assicurarsene la fedeltà. Nessun esercito osò sfidarlo sul campo di battaglia e le oligarchie achee filo-spartane acconsentirono alla sua richiesta d'allearsi con Tebe. La mossa alienò però ad Epaminonda il favore della Lega arcadica, scontenta del sorgere in Acaia di un rivale centro di potere, e favorì i suoi avversari a Tebe, così l'accordo fu presto revocato: furono istituite delle democrazie e gli oligarchi esiliati. Questi governi democratici ebbero però vita breve, poiché gli aristocratici filo-spartani di tutte le città si unirono e attaccarono ciascuna città a turno, ristabilendo le oligarchie. Il risultato, fu, secondo Cawkwell, riprova della lungimiranza di Epaminonda e della miopia dei suoi detrattori: gli oligarchi d'Acacia, sapendo che i Tebani erano loro nemici, da lì innanzi «combatterono con zelo a sostegno dei Lacedemoni.»

### L'intervento achemenide (367–365 a.C.): mediazione, arbitrato odivide et impera?

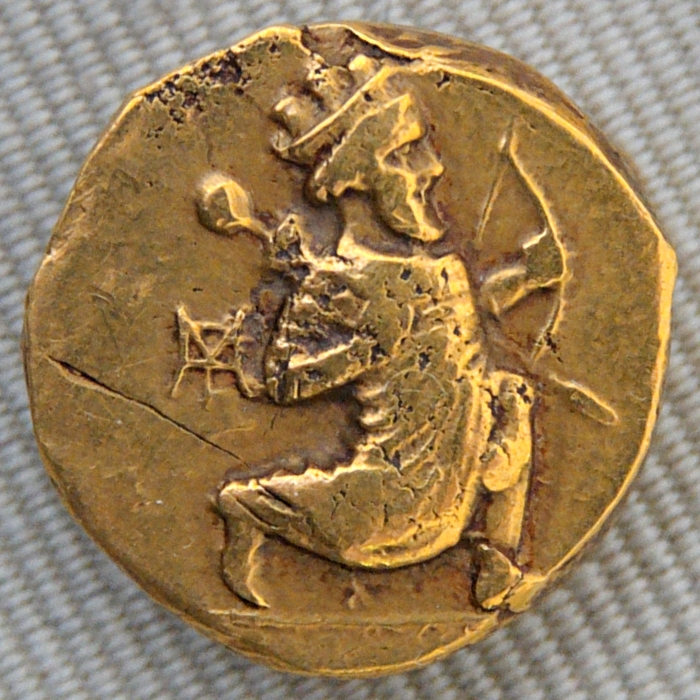
Darico di Artaserse II, esempio dei denari achemenidi che Filisco di Abido, inviato di Artaserse, elargì a Spartani ed Ateniesi per foraggiare la guerra contro Tebe ed il caos in Grecia.

Nel triennio 367–365 a.C. si riaprirono negoziati di pace, con il re persiano Artaserse II (r. 404–358 a.C.) come arbitro e garante. Al principio del 367 a.C., un inviato achemenide, Filisco di Abido, iparco del satrapo di Frigia, Ariobarzane († 360 a.C.), raggiunse a Delfi i greci in conferenza e tentò di riproporre la "Pace del Re" che aveva chiuso la Guerra di Corinto ma queste prime trattative fallirono ufficialmente quando Tebe rifiutò di restituire la Messenia agli Spartani. Falliti i negoziazioni, Filisco di Adibo utilizzò il denaro persiano per arruolare 2000 mercenari per Sparta, operato che tradisce agli occhi degli storici la sua affiliazione ai Lacedemoni e che permise loro di continuare la guerra. Probabilmente, Filisco distribuì denari achemenidi anche agli Ateniesi e promise loro, a nome del Re dei Re, di aiutarli militarmente a riconquistare il Chersoneso: anche Filisco, come il suo signore, Ariobazarne, fu infatti nominato cittadino di Atene, un onore notevole che suggeriva importanti servizi resi alla polis attica.
Nell'autunno del 367 a.C., gli Spartani furono i primi ad inviare emissari alla capitale achemenide di Susa, nelle persone di Antalcida e probabilmente di Euticle, seguiti poco dopo dagli inviati di Atene, d'Arcadia, Argo, Elea, dei Tebani e di altre poleis. Artaserse II propose allora un nuovo trattato di pace, questa volta fortemente sbilanciato a favore di Tebe, che prevedeva l'indipendenza della Messenia e lo smantellamento della flotta ateniese. A simili condizioni, la maggior parte dei greci respinse l'offerta, con l'ovvia eccezione dei Tebani. Tebe organizzò una sua conferenza per far accettare i termini della pace agli alleati ma l'iniziativa fallì a causa d'un eterogeno coro di voci che ne contestava l'egemonia sulla Lega beotica: in quest'occasione, Licomede d'Arcadia prese apertamente voce contro Tebe, contestando il ruolo di arbitro e ritirandosi insieme agli altri arcadi.
Sparta e Atene, insoddisfatte di Artaserse, risolsero comunque di supportare militarmente i suoi numerosi oppositori (v.si Rivolta dei satrapi, 370–359 a.C.), anzitutto il predetto Ariobazarne, satrapo di Frigia: Sparta gl'inviò una forza al comando dell'inossidabile Agesilao II, mentre Atene una al comando di Timoteo, poi dirottata quando Ariobarzane si ribellò apertamente al Re dei Re appoggiando il satrapo ribelle di Cilicia, Datame.
Nel corso del 366 a.C., gli scontri in Grecia ripresero. Licomede d'Arcadia s'abboccò con gli Ateniesi che, indispettiti dall'occupazione beota di Oropo, si allearono con lui contro i Tebani. L'immediatamente successivo assassinio di Licomede da parte dei suoi rivali arcadi lasciò la Lega in una situazione di crisi: restare schierati con Tebe contro Sparta o stare al fianco di Atene contro Tebe? Il partito arcade anti-spartano restò comunque operoso e le forze di Megapoli mossero guerra ad Elea nel 365 a.C.

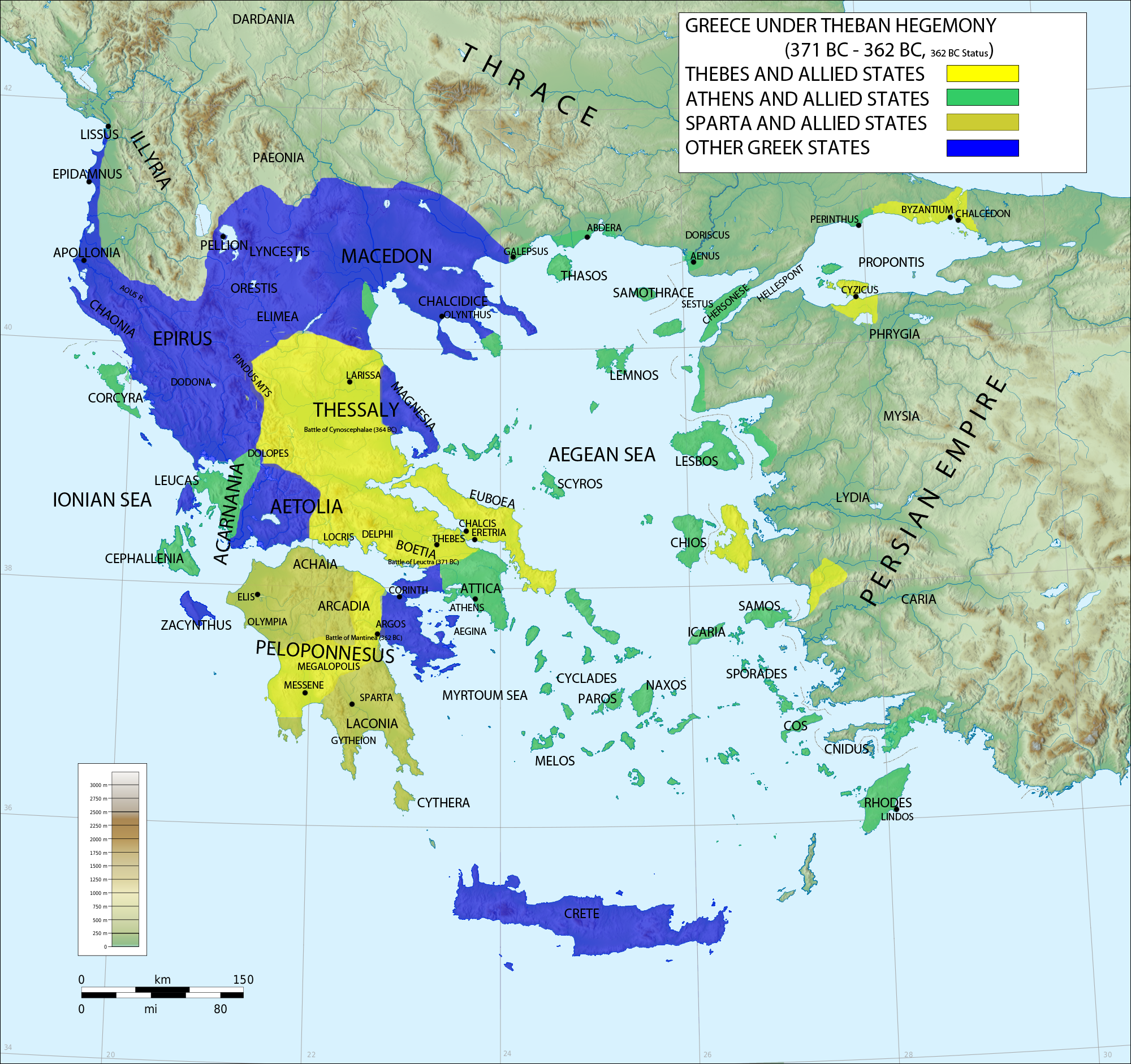
L'egemonia tebana; blocchi di potere in Grecia nel decennio 371–362 a.C.

### La Grecia contro Tebe (364–363 a.C.)
Nel corso del decennio successivo alla battaglia di Leuttra, numerosi alleati di Tebe avevano dunque disertato a favore dell'alleanza spartana o addirittura ad alleanze con altri paesi nemici. Epaminonda era tuttavia riuscito, attraverso una serie di sforzi diplomatici, a smantellare la Lega del Peloponneso, i cui membri rimanenti (Corinto, Epidauro e Fliunte) fecero la pace con Tebe e Argo nel 365 a.C. ed abbandonarono definitivamente Sparta, mentre la Messenia restava indipendente e fermamente leale a Tebe. La Lega arcadica, pur indipendente ed in rapporti anti-tebani con Atene, seguitava a minacciare Sparta nel Peloponneso: nel 365 a.C., gli Arcadi mossero guerra ad Elide; l'anno dopo, il principe Archidamo marciò in soccorso degli alleati ma fu sconfitto dagli Arcadi nella battaglia di Cromno.
L'opposizione all'egemonia tebana era però ormai tale che Epaminonda si trovò addirittura costretto a sfidare il dominio marittimo ateniese. La Lega beotica gli assegnò infatti una flotta di cento triremi per conquistare Rodi, Chio e Bisanzio; le navi salparono nel 364 a.C. ma gli studiosi moderni ritengono che Epaminonda non ottenne alcun guadagno duraturo per Tebe nelle successive operazioni. Nello stesso anno, Pelopida fu ucciso in Tessaglia nella battaglia di Cinocefala mentre combatteva nuovamente, per contro dei Tessali filo-tebani di Ftia e Magnesia, il tiranno Alessandro di Fere, privando Epaminonda del suo più grande alleato politico tebano. Nel 363 a.C., Epaminonda riportò quindi le sue attenzioni in Tessaglia: i beotarchi Malcite e Diogitone sconfissero Alessandro di Fere e lo costrinsero a liberare dal suo giogo i Tessali filo-tebani, limitandosi al controllo di Fere, e ad unirsi alla Lega beotica.

### Quarta invasione del Peloponneso (362 a.C.)
Di fronte alla crescente opposizione all'egemonia tebana, Epaminonda guidò l'ennesima spedizione nel Peloponneso nel 362 a.C., con l'obiettivo immediato di sottomettere Mantinea, divenuta tedoforo dell'opposizione ai Beoti. Epaminonda guidava un esercito con effettivi dalla Beozia, dalla Tessaglia e dall'Eubea cui si unirono Tegea, il centro dell'opposizione locale a Mantinea, Argo, la Messenia ed alcuni Arcadi. Mantinea chiese aiuto a Sparta, Atene, all'Acaia ed al resto dell'Arcadia, cosicché quasi tutta la Grecia fu rappresentata nei due schieramenti.
Questa volta, la presenza dell'esercito tebano non fu sufficiente a intimidirne i nemici. Poiché il tempo passava e l'alleanza di Mantinea non mostrava segni di cedimento, Epaminonda decise che sarebbe stato necessario rompere la situazione di stallo. Dopo aver saputo che un ingente esercito spartano stava marciando verso Mantinea e che Sparta era praticamente indifesa, progettò un'audace marcia notturna su Sparta stessa. Il principe spartano Archidamo fu avvisato della mossa da un informatore, probabilmente un emorodromo cretese, ed Epaminonda trovò, al suo arrivo, la città ben difesa. Portò comunque un attacco ma si ritirò rapidamente, appena si rese conto che l'effetto sorpresa era del tutto sfumato e che le truppe nemiche stanziate a Mantinea erano in marcia verso di lui. Sperando a questo punto che gli avversari avessero lasciato Mantinea indifesa, Epaminonda fece marciare le sue truppe verso la sua base a Tegea e poi inviò la sua cavalleria a Mantinea ma vi fu intercettata dalla cavalleria ateniese. Rendendosi conto che il tempo assegnato alla campagna stava volgendo al termine e ragionando che, se fosse partito senza sconfiggere i nemici di Tegea, l'influenza tebana nel Peloponneso sarebbe stata distrutta, decise di puntare tutto su di una battaglia campale.

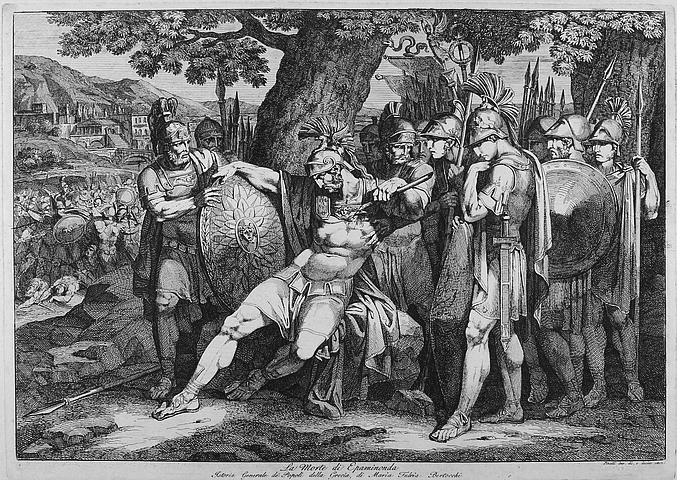
La morte di Epaminonda nella battaglia di Mantinea - incisione di Bartolomeo Pinelli.

Ciò che seguì nella pianura di fronte a Mantinea fu la più grande battaglia oplitica della storia greca. Epaminonda aveva l'esercito più numeroso, 30000 fanti e 3000 cavalieri, mentre i suoi avversari, guidati da Agesilao II di Sparta, contavano 20000 fanti e 2000 cavalieri. Senofonte racconta che, avendo deciso di combattere, Epaminonda dispose l'esercito in ordine di battaglia e poi lo fece sfilare parallelamente alle linee nemiche, simulando una marcia di allontanamento dal campo. Rincarò la dose ordinando poi ai suoi si simulare la predisposizione dell'accampamento. Senofonte suggerisce che «così facendo egli causò nella maggior parte dei nemici un rilassamento della loro prontezza mentale per combattere, e allo stesso modo un rilassamento della loro prontezza per quanto riguarda il loro schieramento per la battaglia.» L'intera colonna, che aveva marciato da destra a sinistra oltre il fronte dell'esercito anti-tebano, si voltò quindi a destra, in perfetto ordine di battaglia di fronte ai nemici. Epaminonda, che era stato alla testa della colonna (ora ala sinistra), portò con sé alcune compagnie di fanteria dall'estrema ala destra, dietro la linea di battaglia, per rinforzare l'ala sinistra, riproponendo la falange obliqua di Leuttra, questa volta probabilmente schierando tutti i Beoti e non solo dai Tebani ai sinistra. Sulle ali, il beotarca schierò la sua nutrita cavalleria rafforzata dalla fanteria leggera.
Epaminonda diede quindi ordine di avanzare, cogliendo di sorpresa il nemico e gettandolo nel caos. La battaglia si svolse come Epaminonda aveva pianificato. Le forze di cavalleria beote sulle ali respinsero la cavalleria nemica schierata di fronte a loro. Diodoro afferma che la cavalleria ateniese sull'ala destra, pur non essendo di qualità inferiore, non riuscì a resistere ai proiettili delle truppe leggere che Epaminonda aveva schierato tra i suoi cavalieri. Nel frattempo, la fanteria tebana avanzava. Senofonte descrive in modo suggestivo il pensiero di Epaminonda: «[egli] condusse il suo esercito con la prua in avanti, come una trireme, credendo che se fosse riuscito a colpire e tagliare qualsiasi punto, avrebbe distrutto l'intero esercito dei suoi avversari.» Come a Leuttra, all'indebolita ala destra fu ordinato di trattenersi ed evitare di combattere. Nello scontro di fanteria, la situazione rimase in bilico ma l'ala sinistra tebana riuscì anche questa volta a sfondare la linea spartana e l'intera falange nemica fu messa in fuga. Tuttavia, nel pieno della mischia, Epaminonda fu ferito a morte da uno spartano e morì poco dopo. Privati del loro capo, i Beoti non inseguirono il nemico in fuga, a riprova della centralità di Epaminonda nello sforzo bellico.
Senofonte, che conclude la narrazione delle sue Elleniche con la battaglia di Mantinea, così che ne riportò l'incerto esito:
(Senofonte, Elleniche, VII, 5, 26-27)

## La fine del conflitto
Le parole di Senofonte aiutano a comprendere il caos politico che caratterizzò la Grecia dalla morte di Epaminonda, in buona sostanza ridotta, come fu al termine del Medioevo ellenico (1100–800 a.C.), ad un caotico ammasso di poleis in guerra tra loro su cui stava per calare la minaccia del rinato regno di Macedonia di Filippo II (r. 360–336 a.C.) ed alla quale i Greci non seppero efficacemente opporsi.
All'indomani di Mantinea, entrambi gli schieramenti rivendicarono per sé la cadmica vittoria: a Sparta, Agesilao II e Cleomene II non avevano le risorse umane e finanziarie per ricostruire l'egemonia lacedemone; Tebe, privata di Epaminonda e Pelopida, i fautori della sua egemonia, aveva anch'essa esaurito le risorse necessarie per comandare sulla Grecia. Le parti si accordarono dunque per una pace comune a cui però Sparta rifiutò di aderire poiché, tra i termini, si manteneva l'indipendenza della Messenia.
Atene si trovò ben presto a dover affrontare la minaccia costituita da Alessandro di Fere che, ormai libero dal giogo di Epaminonda, armò flotte di pirati con cui saccheggiò Tinos ed altre isole delle Cicladi, assediò Scopelo e sbarcò truppe sulla stessa Attica, conquistando il porto di Panormo, ad est di capo Sunio. L'ammiraglio ateniese Leostene lo sconfisse e scacciò da Scopelo ma il tiranno fuggì e saccheggiò il Pireo. Per parte sua, nel 361 a.C. Agesilao II di Sparta veleggiava verso l'Egitto, al comando di truppe mercenarie lacedemoni che si sarebbero dovute affiancare a quelle ateniesi al comando di Cabria per supportare il faraone egizio Teos (r. 362–360 a.C.) nella sua lotta per l'indipendenza contro Artaserse II. L'ormai ottuagenario re di Sparta morì nel 360 a.C., sulla via di casa, lasciando la corona euripontide al figlio Archidamo III (r. 360–338 a.C.), formatosi come politico e come militare durante i lustri del conflitto appena conclusosi. Tebe cercava nel frattempo di mantenere la sua preminenza con la mera diplomazia e la sua influenza nell'anfizionia di Delfi ma quando scoppiò la terza guerra sacra (355–346 a.C.) non riuscì a risolvere il conflitto che servi anzi come trampolino di lancio sulla scena politica greca per l'abile Filippo II di Macedonia (v.si Pace di Filocrate).

### Esplicative
1. ↑  Sia Senofonte sia Isocrate erano nativi del demo attico di Erchia (in greco antico: Ἐρχία?, Erchía).
2. ↑  Stylianou 1998 ritiene che solo una mora di Spartani fu sconfitta nella battaglia e che il riferimento a due morai sia un semplice fraintendimento del ruolo giocato dalla mora appena giunta da Orcomeno ed uscita in soccorso dei compagni ingaggiati da Pelopida ma giunti troppo tardi.
3. ↑  Cawkwell 1972, p 269 ritiene che Tebe ottenne concreti guadagni dalle trattative poiché il trattato ratificò la politica sostenuta da Epaminonda nel Peloponneso nel biennio 366–365 a.C. e cioè la fine della Lega peloponnesiaca egemonizzata da Sparta, l'indipendenza della Messenia e l'unificazione della Beozia.

### Bibliografiche
1. ↑  Lévêque 1970, pp. 321-322.
2. ↑   Arnaldo Momigliano, Senofonte, su treccani.it, 1936.
3. 1 2 3 4 5  (EN) Simon Hornblower, 1. Sources and their uses, in Edwards et al. 2000, pp. 187-208, Cambridge University Press, 2000.
4. 1 2   John Buckler e Hans Beck, Central Greece And The Politics Of Power In The Fourth Century BC, Cambridge University Press, 2008, ISBN 9780521837057.
5. 1 2  Senofonte, Elleniche, V, 4, 61.
6. 1 2 3 4  (EN) William K. Pritchett, Classical Studies, 28: Studies in Ancient Greek Topography, Part IV (Passes), University of California Press, 1982,  p. 103, ISBN 9780520096608.
7. 1 2 3  Stylianou 1998.
8. ↑  (EN) Philipp Harding, The Authorship of the Hellenika Oxyrhynchia, in The Ancient History Bulletin, vol. 1, 1987,  pp. 101-104, ISSN 0835-3638 (WC · ACNP).
9. ↑  (DE) Bruno Bleckmann, Fiktion als Geschichte. Neue Studien zum Autor der Hellenika Oxyrhynchia und zur Historiographie des vierten vorchristlichen Jahrhunderts, Göttingen, 2006.
10. 1 2  (EN) Robin Seager, 4. The Corinthian War, in Edwards et al. 2000, pp. 97-119, 2000.
11. ↑  Lévêque 1970, p. 319.
12. ↑  Senofonte, Elleniche, V, 1, 31.
13. ↑  Diodoro Siculo, XV, 20.
14. ↑  Senofonte, Elleniche, V, 2, 25-28.
15. ↑  Plutarco, Vite parallele, Pelopida, III.
16. ↑  Plutarco, Vite parallele, Pelopida, V.
17. 1 2 3 4  (EN) Paul Cartledge, Sparta and Lakonia: A Regional History, 1300–362 BC, Routledge, 2002, ISBN 9780415262767.
18. 1 2 3 4 5 6  Buck 1994, p. 99.
19. ↑  (EN) Matthew Dillon, Pilgrims and Pilgrimage in Ancient Greece, Routledge, 1997,  p. 41, ISBN 9780415127752.
20. ↑  (EN) William Edward Higgins, Xenophon the Athenian: The Problem of the Individual and the Society of the Polis, SUNY Press, 1977,  p. 107, ISBN 9780873953696.
21. ↑  (EN) Ephraim David, Sparta Between Empire and Revolution (404-243 B.C.): Internal Problems and Their Impact on Contemporary Greek Consciousness, Ayer Publishing, 1981,  pp. 29-32, ISBN 9780881430295.
22. ↑  Plutarco, Vite parallele, Pelopida, VII.
23. ↑   Oplite, in Treccani.it – Vocabolario Treccani on line, Roma, Istituto dell'Enciclopedia Italiana. URL consultato il 2 ottobre 2024.
24. ↑  (EN) Peter Krentz, Fighting by the rules: The invention of the hoplite agôn (PDF), in Hesperia, vol. 71, 2002,  pp. 23-39.
25. ↑  Sekunda 2011, pp. 42-44.
26. ↑  Lévêque 1970, p. 175.
27. ↑  Senofonte, Costituzione degli Spartani, XIII, 5.
28. ↑  (GRC) Senofonte, Costituzione degli Spartani, IV secolo a.C..
29. 1 2  Sekunda 2010, p. 7.
30. ↑  (EN) Robin Lane Fox, The Classical World: An Epic History from Homer to Hadrian, Basic Books, ISBN 0-465-02496-3.
31. ↑  Sekunda 2010, pp. 18-19 e 21.
32. 1 2  Sekunda 2010, p. 8.
33. ↑  Lévêque 1970, pp. 166-175.
34. ↑  Lévêque 1970, pp. 319-320.
35. ↑  Sekunda 2010, pp. 19-20.
36. 1 2  Sekunda 2010, p. 56.
37. ↑  Tucidide, IV, 55, 2.
38. ↑  Sekunda 2010, pp. 50-52.
39. 1 2  Plutarco, Vite parallele, Agesilao, VI-XV.
40. ↑  Sekunda 2010, p. 52.
41. 1 2  Sekunda 2010, p. 53.
42. 1 2  Diodoro Siculo, XV, 32, 1.
43. ↑  Sekunda 2010, pp. 53-54.
44. ↑  Sekunda 2010, p. 55.
45. ↑  Sekunda 2010, pp. 55-56.
46. ↑   Andrew Robert Burn, Storia dell'antica Grecia, traduzione di Filippo Gentili, Mondadori, 1991,  pp. 51-54, ISBN 88-04-41149-X.
47. 1 2 3 4  Diodoro Siculo, XV, 55.
48. 1 2  Tucidide, IV, 93.
49. 1 2  (EN) Donald Kagan, Megara and Delium, in The Archidamian War, Cornell University Press, 1990,  p. 283, ISBN 978-0-8014-9714-8.
50. ↑  Rockwell 2008, cap. 1 e 5.
51. ↑  (GRC) Ateneo di Naucrati, Δειπνοσοφισταί [Deipnosophistai], II secolo d.C..
52. ↑  Polieno, II, 5.
53. 1 2  Diodoro Siculo, XV, 46, 6.
54. 1 2  (EN) Susan Guettel Cole, Sources for the Ancient Greek City-State: Symposium August, 24–27 1994, The Royal Danish Academy of Sciences and Letters, 1995,  pp. 335-336, ISBN 9788773042670.
55. ↑  Lévêque 1970, pp. 269-270 e 321.
56. ↑  Rockwell 2008, cap. 2.
57. ↑  Thierry 2024.
58. ↑  Beck 2008, pp. 87-98.
59. ↑  Senofonte, Elleniche, V, 4, 1-9.
60. ↑  Senofonte, Elleniche, V, 4, 10-12.
61. ↑  Plutarco, Vite parallele, Pelopida, VIII-XIII.
62. ↑  Senofonte, Elleniche, V, 4, 14-18.
63. ↑  Plutarco, Vite parallele, Pelopida, XIII, 2.
64. ↑  Senofonte, Elleniche, V, 4, 20.
65. ↑  Plutarco, Vite parallele, Pelopida, XIV.
66. ↑  Plutarco, Vite parallele, Agesilao, XXIV.
67. ↑  Diodoro Siculo, XV, 29, 5.
68. ↑  Diodoro Siculo, XV, 29, 7.
69. 1 2 3 4 5 6  (EN) Mark H. Munn, The Defense of Attica: The Dema Wall and the Boiotian War of 378–375 B.C., University of California Press, 1993, ISBN 978-0520076853.
70. 1 2 3 4 5 6 7 8  (EN) James G. DeVoto, The Theban Sacred Band, in The Ancient World, vol. 23, 1992,  pp. 3-19.
71. ↑  Munn 1987, pp. 111 e 114-117.
72. ↑  Diodoro Siculo, XV, 32, 4.
73. ↑  Polieno, II, 1.
74. 1 2 3  (EN) John Kinloch Anderson, Military Theory and Practice in the Age of Xenophon, University of California Press, 1970,  pp. 89-90, ISBN 9780520015647.
75. ↑  Cornelio Nepote, Agesilao.
76. ↑  Diodoro Siculo, XV, 32, 5-6.
77. ↑  Polieno, III, 11.
78. ↑  Munn 1987, pp. 117-121.
79. 1 2  Senofonte, Agesilao.
80. ↑  Diodoro Siculo, XV, 33, 1-3.
81. ↑  Senofonte, Elleniche, V, 4, 41.
82. ↑  Beck 2008, p. 97.
83. ↑  Diodoro Siculo, XV, 33, 5.
84. ↑  Senofonte, Elleniche, V, 4, 42.
85. ↑  (EN) Philip Sidnell, Warhorse: Cavalry in Ancient Warfare, Continuum International Publishing Group, 2006,  pp. 60-61, ISBN 9781852853747.
86. ↑  Diodoro Siculo, XV, 33, 6.
87. ↑  Senofonte, Elleniche, V, 4, 42-43.
88. ↑  Senofonte, Elleniche, V, 4, 47-55.
89. ↑  Munn 1987, pp. 121-133.
90. ↑  Diodoro Siculo, XV, 34, 2.
91. ↑  Plutarco, Vite parallele, Pelopida, XV.
92. ↑  Senofonte, Elleniche, V, 4, 59-60.
93. ↑  Diodoro Siculo, XV, 34, 3.
94. ↑  Diodoro Siculo, XV, 34, 4.
95. ↑  Diodoro Siculo, XV, 34, 5-35.
96. 1 2 3  Plutarco, Vite parallele.
97. ↑  (EN) Godfrey Hutchinson, Xenophon and the Art of Command, Stackpole Books, 2000,  p. 234, ISBN 9781853674174.
98. ↑  (EN) Robert E. Gaebel, Cavalry Operations in the Ancient Greek World, University of Oklahoma Press, 2004, ISBN 9780806134444.
99. ↑  Sekunda 2011, p. 35.
100. ↑  Polieno, II, 4.
101. 1 2 3  Rockwell 2008.
102. ↑  (GRC) Isocrate, Antidosi, post-354 a.C..
103. ↑  Senofonte, Elleniche, VI, 1-2.
104. ↑  Diodoro Siculo, XV, 38.
105. ↑  Senofonte, Elleniche, V, 4, 16.
106. ↑  Beck 2008, pp. 97-98.
107. ↑  Pausania, IX, 4.
108. 1 2  (EN) Terry Buckley, Aspects of Greek History, 750–323 BC: A Source-based Approach, Routledge, 1996, ISBN 9780415099585.
109. ↑  Senofonte, Elleniche, VI, 1, 1.
110. ↑  Polieno, II, 38.
111. ↑  Diodoro Siculo, XV, 50.
112. 1 2  Plutarco, Vite parallele, Pelopida, XXIV.
113. ↑  Cornelio Nepote, Pelopida, II.
114. ↑  Cawkwell 1972, pp 263–264.
115. ↑  Senofonte, Elleniche, VI, 3.
116. 1 2  Plutarco, Vite parallele, Pelopida, XX.
117. ↑  Cawkwell 1972, pp 257–258.
118. 1 2  Cornelio Nepote, Epaminonda, VI.
119. ↑  Plutarco, Vite parallele, Agesilao, XXVII–XXVIII.
120. ↑  Beck 2008, pp. 41-42.
121. ↑  Buck 1994, pp. 112-113.
122. ↑  Fine 1983, p. 575.
123. ↑  Ill. in (EN) Edmund Ollier (a cura di), Cassell's Illustrated Universal History, Londra, Cassell & Co., 1882.
124. ↑  Senofonte, Elleniche, VI, 4, 2-3.
125. 1 2 3 4 5 6  Senofonte, Elleniche, VI, 4.
126. ↑  Didooro Siculo, XV, 52.
127. ↑  Buck 1994, pp. 113-114.
128. ↑  Plutarco, Vite parallele, Pelopida, XVI.
129. ↑  Diodoro Siculo, XV, 52-53.
130. ↑  (EN) Robin Seager, 6. The King's Peace and the Second Athenian Confederacy, in Edwards et al. 2000, pp. 156-186, 2000.
131. ↑  Lazenby 1993, p. 258.
132. ↑  Polieno, II, 3.
133. ↑  Tucidide, V, 71.
134. ↑  Smith 2006, p. 485.
135. 1 2  Davis 2001, p. 24.
136. 1 2  Plutarco, Vite parallele, Pelopida, XXIII.
137. ↑  Gabriel 2002, pp. 182-183.
138. ↑  Gabriel 2002, p. 182.
139. 1 2  (EN) Victor Davis Hanson, Part I - Yeomen of Thebe, in The Soul of Battle: From Ancient Times to the Present Day, How Three Great Liberators Vanquished Tyranny, The Free Press, 1999,  pp. 17-122, ISBN 978-0-385-72059-5.
140. ↑  Davis 2001, p. 26.
141. ↑  (EN) Archer Jones, Ancient Warfare, in The Art of War in the Western World, University of Illinois Press, 2001,  pp. 5-6, ISBN 978-0-385-72059-5.
142. ↑  Diodoro Siculo, XV, 56.
143. ↑  Sealey 1976, p. 420.
144. ↑  Pausania, IX, 13.
145. ↑  Tritle 1997, p. 84.
146. ↑  Diodoro Siculo, XV, 63.
147. 1 2  Senofonte, Elleniche, VI, 5.
148. ↑  Roy 2000, p. 187.
149. ↑  Smith 2006, p. 116.
150. ↑  Hornblower 2006, p. 224.
151. 1 2  Diodoro Siculo, XV, 57.
152. ↑  Roy 2000, p. 188.
153. ↑  Senofonte, Elleniche, VI, 4-5.
154. 1 2  Tirtle 1997, p. 24.
155. 1 2  (EN) Liddell Hart, Strategy, New York, Praeger, 1954,  p. 35.
156. ↑  Diodoro Siculo, XV, 62; Plutarco, Vite parallele, Pelopida, XXIV.
157. ↑  Roy 2000, pp. 189-190.
158. ↑  Diodoro Siculo, XV, 62.
159. ↑  Plutarco, Vite parallele, Agesilao, XXXI.
160. ↑  Stylianou 1998, p. 428.
161. ↑  Pausania, IX, 14.
162. 1 2 3  (EN) Josiah Ober, Methods of Waging War, in Fortress Attica, BRILL, 1985,  p. 41, ISBN 978-90-04-07243-5.
163. ↑  Diodoro Siculo, XV, 66.
164. ↑  (EN) Nino Luraghi, Introduction, in The Ancient Messenians, Cambridge University Press, 2008, ISBN 978-0-521-85587-7.
165. 1 2  Diodoro Siculo, XV, 67.
166. ↑  Beck 2008, p. 113433.
167. ↑  Roy 2000, pp. 188-189.
168. ↑  Sekunda 2010, p. 20.
169. ↑  Cornelio Nepote, Epaminonda, VIII, 5.
170. ↑  Diodoro Siculo, XV, 68.
171. 1 2 3 4  Senofonte, Elleniche, VII, 1.
172. ↑  Tirtle 1997, p. 88.
173. ↑  Diodoro Siculo, XV, 14-16.
174. ↑  Diodoro Siculo, XIV, 44.
175. ↑  Beck 2008, p. 133.
176. ↑  Hornblower 2006, p. 236.
177. ↑  Senofonte, Elleniche, VII, 1, 23.
178. ↑  Diodoro Siculo, XV, 59.
179. ↑  Plutarco, Vite parallele, Pelopida, XXV.
180. ↑  Cawkwell 1972, pp 276–278.
181. ↑  Senofonte, Elleniche, VI, 4-34.
182. ↑  Diodoro Siculo, XV, 71.
183. ↑  Plutarco, Vite parallele, Pelopida, XXVII-XXIX.
184. ↑  Roy 2000, p. 195.
185. ↑  Senofonte, Elleniche, VII, 1, 29, 3.
186. ↑  Senofonte, Elleniche, VII, 1, 31, 3.
187. ↑  Senofonte, Elleniche, VII, 1, 32, 2.
188. 1 2  Cawkwell 1972, p. 269.
189. ↑  Roy 2000, pp. 197-198.
190. 1 2 3  Fine 1983, p. 584.
191. 1 2 3  Heskel 1997, p. 113.
192. 1 2 3 4  (EN) Philip de Souza e John France, War and Peace in Ancient and Medieval History, Cambridge University Press, 2008,  p. 41, ISBN 9781139469487.
193. ↑  Heskel 1997, p. 110.
194. ↑  (EN) D.J. Mosley, Euthycles: One or Two Spartan Envoys?, in The Classical Review, vol. 22, 1972,  pp. 167-169, DOI:10.1017/S0009840X0099766X, JSTOR 708359.
195. ↑  Fine 1983, p. 585.
196. ↑  Diodoro Siculo, XV, 76.
197. ↑  Roy 2000, p. 197.
198. ↑  Senofonte, Elleniche, VII, 1, 89.
199. ↑  Didoro Siculo, XV, 90-93.
200. ↑  Heskel 1997, p. 96.
201. ↑  Senofonte, Elleniche, VII, 4, 1-3.
202. ↑  Fine 1983, p. 595.
203. ↑  Roy 2000, p. 200.
204. ↑  Senofonte, Elleniche, VII, 4, 20-27.
205. 1 2  Diodoro Siculo, XV, 78-79.
206. ↑  Beck 2008, p. 174.
207. ↑  Roy 2000, pp. 201-202.
208. ↑  Plutarco, Vite parallele, Pelopida, XXXI-XXXV.
209. ↑  Roy 2000, p. 202.
210. ↑  Senofonte Elleniche, VI, 4-34.
211. ↑  Senofonte, Elleniche, VII, 4-5.
212. ↑  Tritle 1997, pp. 26-27.
213. 1 2 3 4 5 6 7 8  Senofonte, Elleniche, VII, 5.
214. ↑  Diodoro Siculo, XV, 82.
215. ↑  Stylianou 1998, pp. 508-510.
216. 1 2  Diodoro Siculo, XV, 84.
217. ↑  Stylianou 1998, pp. 510-512.
218. 1 2 3  Diodoro Siculo, XV, 85.
219. ↑  Tritle 1997, pp. 93-94.
220. ↑  Stylianou 1998, pp. 514-516.
221. ↑  Stylianou 1998, pp. 516-518.
222. ↑  Diodoro Siculo, XV, 86.
223. ↑  Hanson 1993, p. 146.
224. ↑  Stylianou 1998, pp. 518-519.
225. ↑  Tritle 1997, p. 94.
226. ↑  (EN) George Cawkwell, Filippo II of Macedonia, Faber & Faber, 1978, ISBN 0-571-10958-6.
227. ↑  Didoro Siculo, XV, 89, 1-2.
228. ↑  Plutarco, Vite parallele, Agesilao, XXXV.
229. ↑  Diodoro Siculo, XV, 95.
230. ↑  Polieno, VI, 2.
231. ↑  Plutarco, Vite parallele, Agesilao, XXVI-XL.
232. ↑  Roy 2000, pp. 207-208.
233. ↑  Diodoro Siculo, X, 24.
234. ↑  Cawkwell 1978, pp. 91-104.

### Fonti
- (GRC) ANONIMO, Elleniche di Ossirinco, V secolo a.C.-IV secolo a.C..
- (LA) Cornelio Nepote, De viris illustribus, De excellentibus ducibus exterarum gentium, 40 a.C..
- (GRC) Diodoro Siculo, Βιβλιοθήκη Ἱστορική [Biblioteca storica], I secolo a.C..
- (GRC) Pausania il Periegeta, Ἑλλάδος περιήγησις [Periegesi della Grecia], II secolo d.C..
- (GRC) Polibio, Ἱστορίαι [Storie], II secolo a.C..
- (GRC) Polieno, Στρατηγήματα [Stratagemmi], II secolo d.C..
- (GRC) Plutarco, Ἠθικά [Moralia], I secolo d.C..
- (GRC) Plutarco, Βίοι Παράλληλοι [Vite parallele], fine I-inizio II secolo d.C..
- (GRC) Senofonte, Ἑλληνικά [Elleniche], post-362 a.C..
- (GRC) Senofonte, Ἀγησίλαος [Agesilao], post-360 a.C..

### Studi
In italiano
- Victor Davis Hanson, L'arte occidentale della guerra : descrizione di una battaglia nella Grecia Classica, traduzione di Davide Panzeri, introduzione di John Keegan, Mondadori, 1990  [1989].
- Nicholas Sekunda, Opliti, guerrieri da leggenda, illustrazioni di Adam Hook, Osprey Publishing, 2011  [2000].
- Nicholas Sekunda, Guerrieri spartani, illustrazioni di Richard Hook, Osprey Publishing, 2010  [1998].

In altre lingue
- (EN) Hans Beck, Central Greece and the Politics of Power in the Fourth Century BC, Cambridge University Press, 2008, ISBN 978-0-521-83705-7.
- (EN) Robert J. Buck, Boiotia and the Boiotian League, 432-371 B.C., University of Alberta, 1994, ISBN 9780888642530.
- (EN) John Buckler, Aegean Greece in the Fourth Century BC, Leida, Brill, 2003, DOI:10.1163/9789047400103, ISBN 90-04-09785-6.
- (EN) John Buckler, The Theban Hegemony 371-362, 1980.
- (EN) Terry Buckley, The Main Literary Sources, in Aspects of Greek history, 750–323 BC, Routledge, 1996, ISBN 978-0-415-09958-5.
- (EN) George Cawkwell, Introduction, in A history of my times (Hellenica), Penguin Classics, 1979, ISBN 978-0-14-044175-8.
- (EN) George Cawkwell, Epaminondas and Thebes, in The Classical Quarterly, New Series, vol. 22, 1972,  pp. 254-278, DOI:10.1017/S0009838800042063, JSTOR 638208.
- (EN) Paul K. Davis, Leuctra, in 100 Decisive Battles, Oxford University Press US, 2001, ISBN 978-0-19-514366-9.
- (EN) I.E.S. Edwards [et al.] (a cura di), The Cambridge Ancient History: the Fourth Century BC, Cambridge University Press, 2000, ISBN 978-0-521-23348-4.
- (EN) Richard A. Gabriel, The Greek Way of War: Classical and Imperial Periods, in The Great Armies of Antiquity, Greenwood Publishing Group, 2002, ISBN 978-0-275-97809-9.
- (EN) Charles D. Hamilton, Agesilaus and the Failure of Spartan Hegemony, Ithaca, NY, Cornell University Press, 1991, DOI:10.7591/9781501734915, ISBN 0-8014-2540-9.
- (EN) Victor Davis Hanson, The General as Hoplite, in Hoplites: the Classical Greek Battle Experience, The Free Press, 1993, ISBN 978-0-415-09816-8.
- (EN) Julia Heskel, The North Aegean Wars, 371-360 B.C, Franz Steiner Verlag, 1997, ISBN 9783515069175.
- (EN) Simon Hornblower, Leuctra to Mantineia and the Revolt of the Satraps, in The Greek world, 479–323 BC, Taylor & Francis, 2006, ISBN 978-0-416-75000-3.
- (EN) Simon Hornblower e Antony Spawforth (a cura di), Epaminondas, in The Oxford Classical Dictionary, Oxford University Press, 2003, ISBN 978-0-19-866172-6.
- (EN) J.F. Lazenby, The Evidence, in The Defence of Greece 490–479 BC, Aris & Phillips Ltd., 1993, ISBN 978-0-85668-591-0.
- (EN) Mark H. Munn, Agesilaos' Boiotian Campaigns and the Theban Stockade of 378–377 B. C., in Classical Antiquity, vol. 6, 1987,  pp. 106-138, DOI:10.2307/25010860, JSTOR 25010860.
- (EN) Nicholas Ryan Rockwell, The Boeotian Army: The Convergence of Warfare, Politics, Society, and Culture in the Classical Age of Greece, ProQuest, 2008, ISBN 978-1-109-02125-7.
- (EN) J. Roy, 7. Thebes in the 360s B.C., in Edwards et al. 2000, pp. 187-208, Cambridge University Press, 2000.
- (EN) Raphael Sealey, The Decline of the Spartan Hegemony, in A History of the Greek City States, Ca. 700–338 BC, University of California Press, 1976, ISBN 978-0-520-03177-7.
- (EN) Williams Smith, The Supremacy of Thebes, in A Smaller History of Greece, Echo Library, 2006, ISBN 978-1-84702-481-7.
- (EN) P.J. Stylianou, Commentary, in A Historical Commentary on Diodorus Siculus, Book 15, Oxford University Press, 1998, ISBN 978-0-19-815239-2.
- (FR) Lucas Thierry, L'organisation militaire de la Confédération Béotienne (447-171 av. J.-C.), École française d'Athènes, 2024, ISBN 978-2-86-958619-2.
- (EN) Lawrence A. Tritle, Thebes and Central Greece, in The Greek World in the Fourth Century, Routledge, 1997, ISBN 978-0-415-10582-8.
- (FR) Guy Vottero, Grandeur et déchéance d'un héros : Épaminondas le Thébain, in J. Dion (a cura di), Le Paradoxe du héros ou d'Homère à Malraux', Nancy-Paris, ADRA, 1999,  pp. 43-86, ISBN 978-2-95097269-9.

### Opere di consultazione
- (GRC) Tucidide, Περὶ τοῦ Πελοποννησίου πoλέμου [Guerra del Peloponneso], V secolo a.C..
- Victor Davis Hanson, Una guerra diversa da tutte le altre. Come Atene e Sparta combattevano nel Peloponneso, traduzione di Roberto Merlini, Mondadori, 2018  [2005], ISBN 9788852086694.
- (EN) John V.A. Fine, The Ancient Greeks: A Critical History, Harvard University Press, 1983, ISBN 978-0-385-72059-5.
- Pierre Lévêque, La civiltà greca, traduzione di Carlo Sala, Einaudi, 1970, ISBN 88-04-41149-X.